# Palais Longchamp
Pour les articles homonymes, voir Palais (homonymie) et Longchamp.
Le Palais Longchamp est un palais et château d'eau de style néo-classique-Second Empire du XIXe siècle, du quartier Cinq-Avenues du 4e arrondissement de Marseille, dans les Bouches-du-Rhône en Provence-Alpes-Côte d'Azur. Le site est inscrit aux monuments historiques depuis le 1er octobre 1974 et classé depuis le 18 novembre 1997 et 8 septembre 1999.
Inauguré en 1869, le Palais est composé de plusieurs entités : 
- le pavillon-château d'eau central, est un réservoir des eaux de la Durance venues par le canal de Marseille d'une longueur de 85 km, qui est la principale source historique d'eau potable de la ville de Marseille.
- le musée des Beaux-Arts de Marseille est situé dans l'aile gauche du palais.
- le muséum d'histoire naturelle de Marseille situé dans l'aile droite du palais, sous la tutelle du ministère de l'Enseignement supérieur et de la Recherche, classé musée de France en 2002.
- un jardin public situé devant avec espace vert, des bassins en cascades, et des statues allégoriques à la gloire de l'eau, amenant de la fertilité, et de l'abondance.
- le parc Longchamp situé à l'arrière du palais possède l'observatoire de Marseille, un jardin botanique, et parc zoologique - les animaux étant remplacés par des sculptures animalières d'art depuis les évènements de Marseille-Provence 2013).

Ce lieu est desservi par la station du métro Cinq Avenues - Longchamp sur la ligne   ainsi que par les stations Cinq Avenues et Longchamp de la ligne  .

## Historique du Palais Longchamp
La ville de Marseille, pour remédier au manque d'eau qui se manifestait de plus en plus avec le développement de l'urbanisme à Marseille durant les deux siècles précédents, fait construire au XIXe siècle le canal de Marseille, pour dériver les eaux de la Durance. La loi du 4 juillet 1838 accorde à la ville une autorisation de dérivation de 5,75 m3 s−1. Le projet était d'autant plus urgent que Marseille avait subi au printemps/été 1834 une terrible sécheresse suivie en septembre de pluies diluviennes. Les inondations dues au débordement des cours d'eau : le Jarret et de l'Huveaune avaient provoqué 2 épidémies de choléra : 865 morts fin 1834 et 2 576 morts en juillet 1835. 
Dès 1839, alors que les travaux du canal commencent à peine avec le percement de la galerie des Taillades, la municipalité envisage de faire construire à Marseille, sur le plateau Longchamp, un château d'eau pour célébrer l'arrivée des eaux de la Durance après l'achèvement du canal. Le 15 novembre 1839 le duc d'Orléans à son retour d'Afrique pose la première pierre de l’ouvrage. Conscient de l'ampleur de la tâche, il dit dans son discours : « Poser la première pierre n'est pas malaisé ; c'est la dernière qui est difficile ».

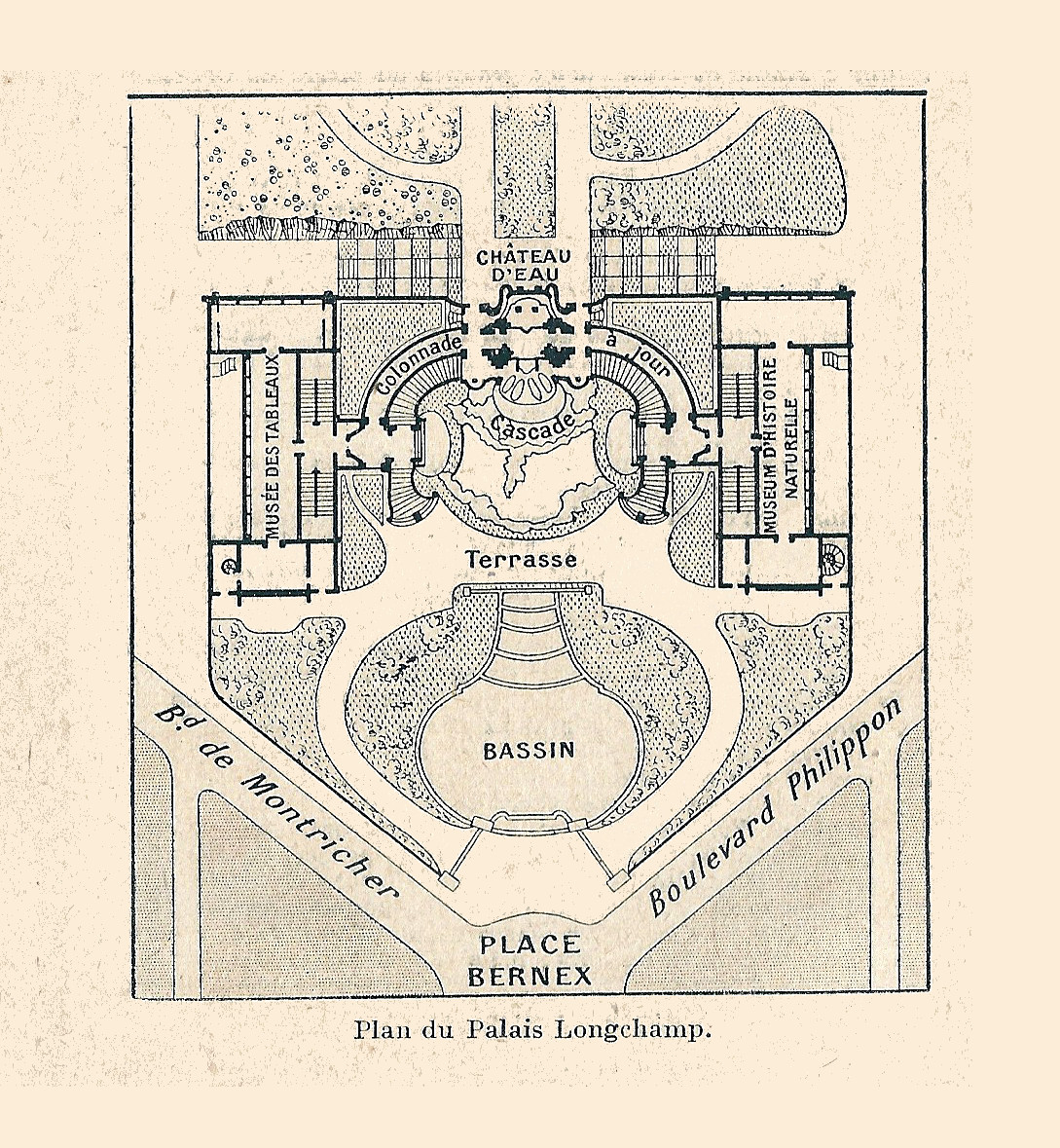
Plan du site
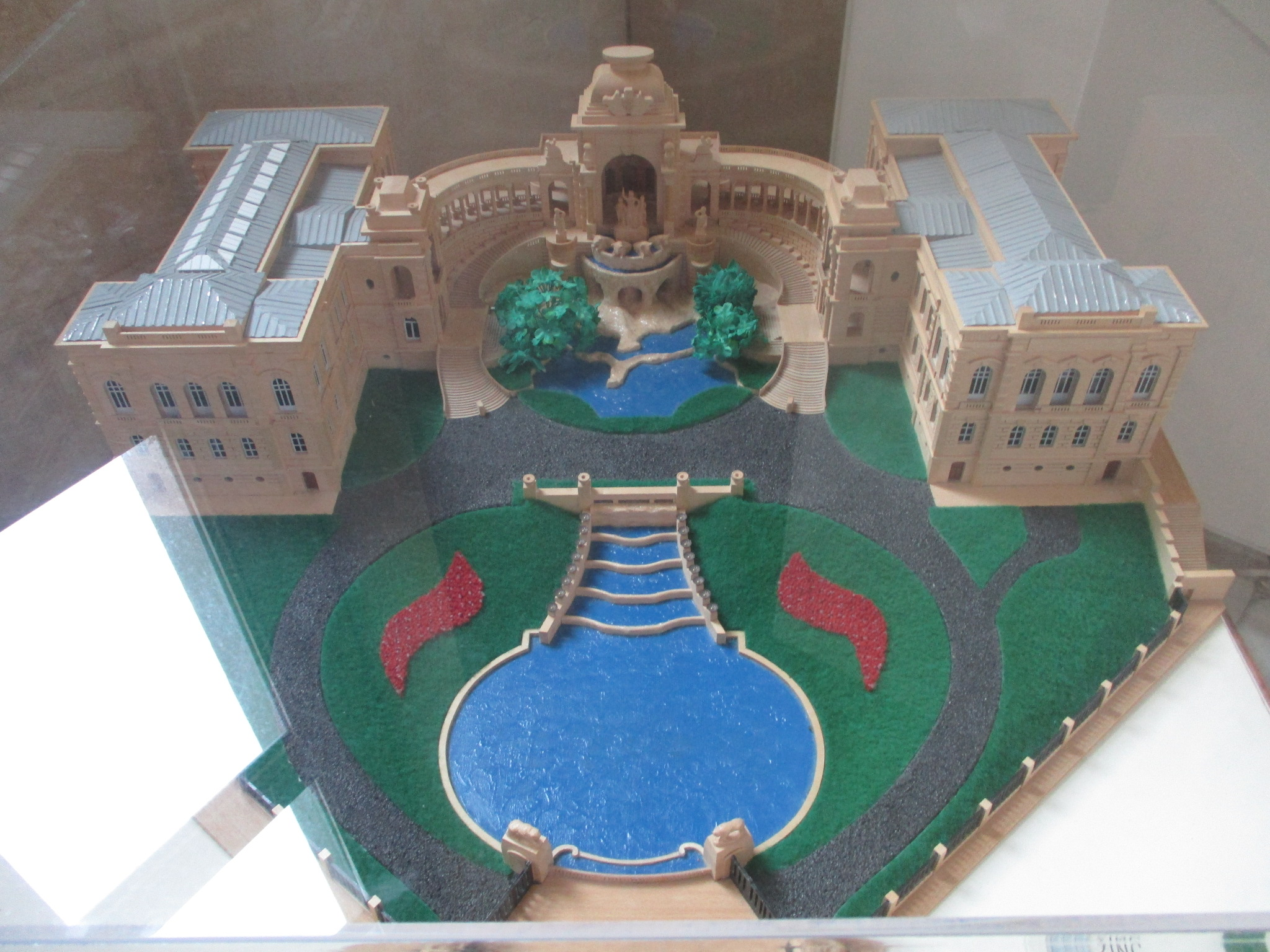
Maquette des installations
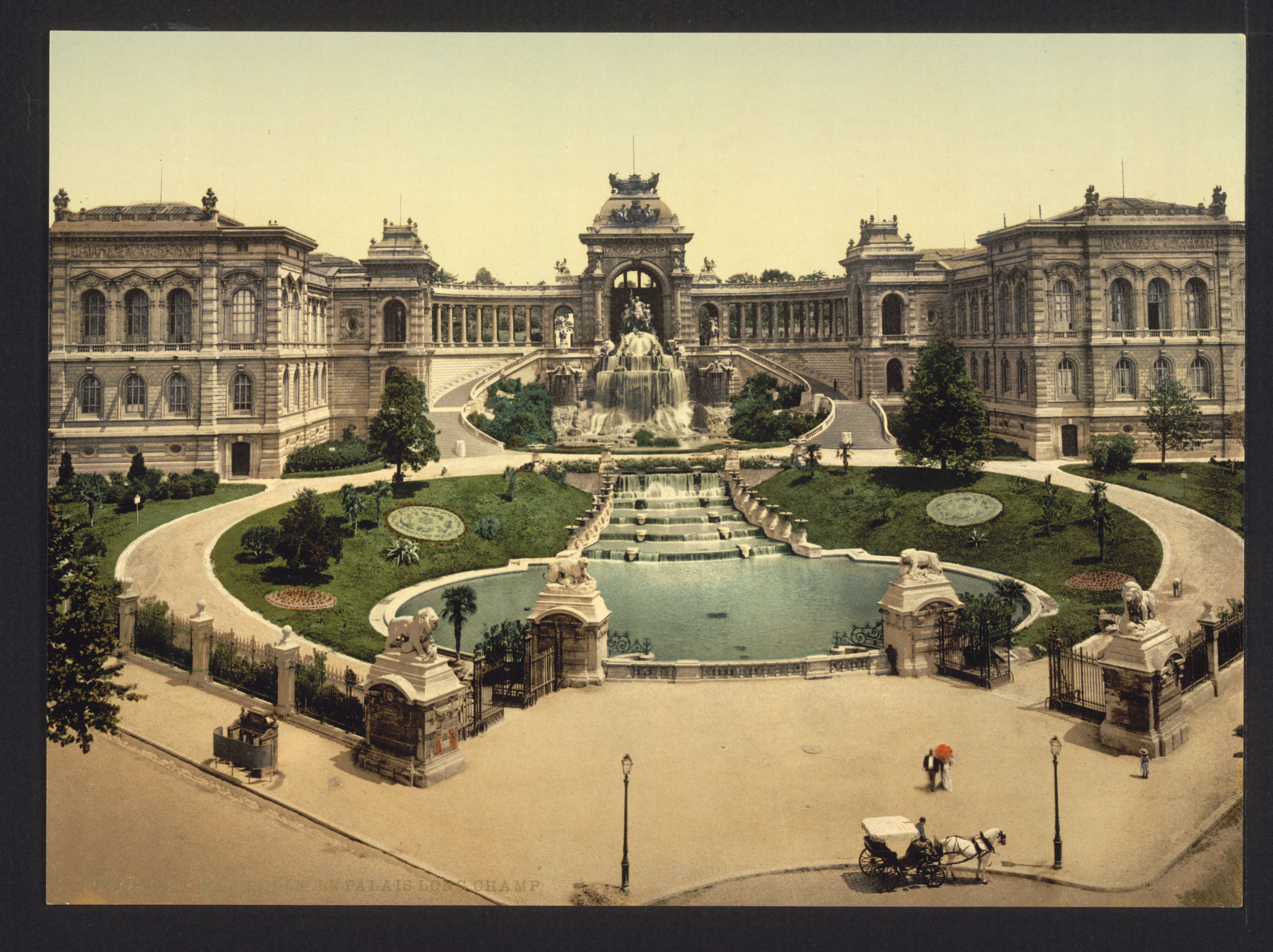
Années 1890
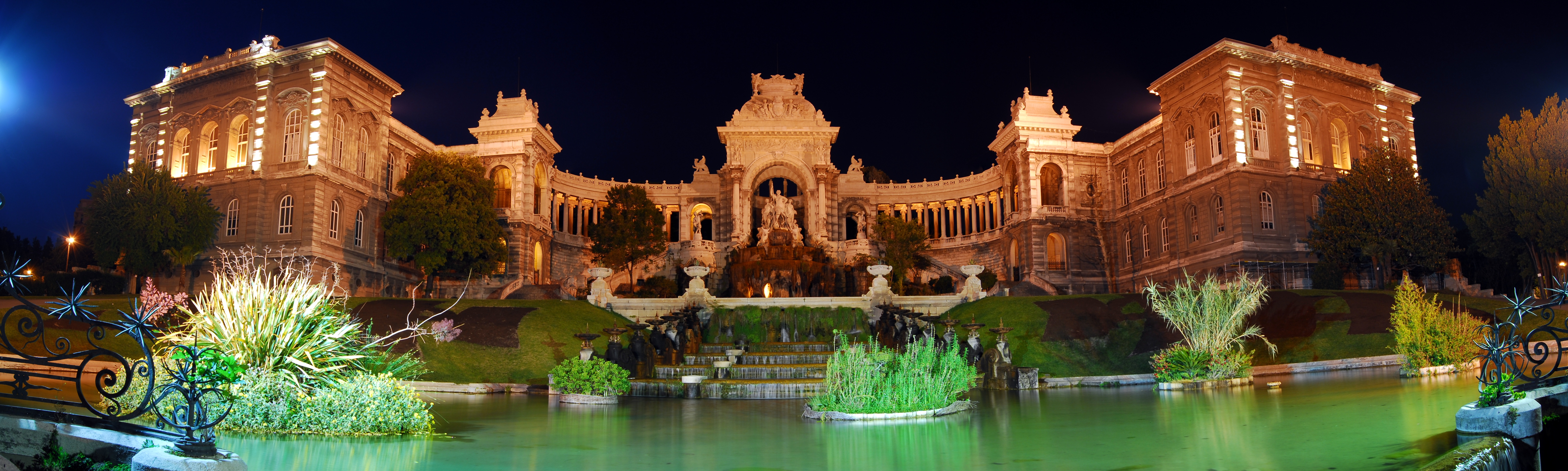
Site sous des illuminations lors d'une fête

Entre la décision de la construction d'un château d'eau et le commencement effectif des travaux, il s'écoulera trente ans au cours desquels plusieurs projets seront présentés. Cette lenteur s'explique par la difficulté à mettre au point un programme de travaux qui recueillera l'approbation du conseil municipal, mais aussi et surtout par le coût élevé des travaux à prévoir.

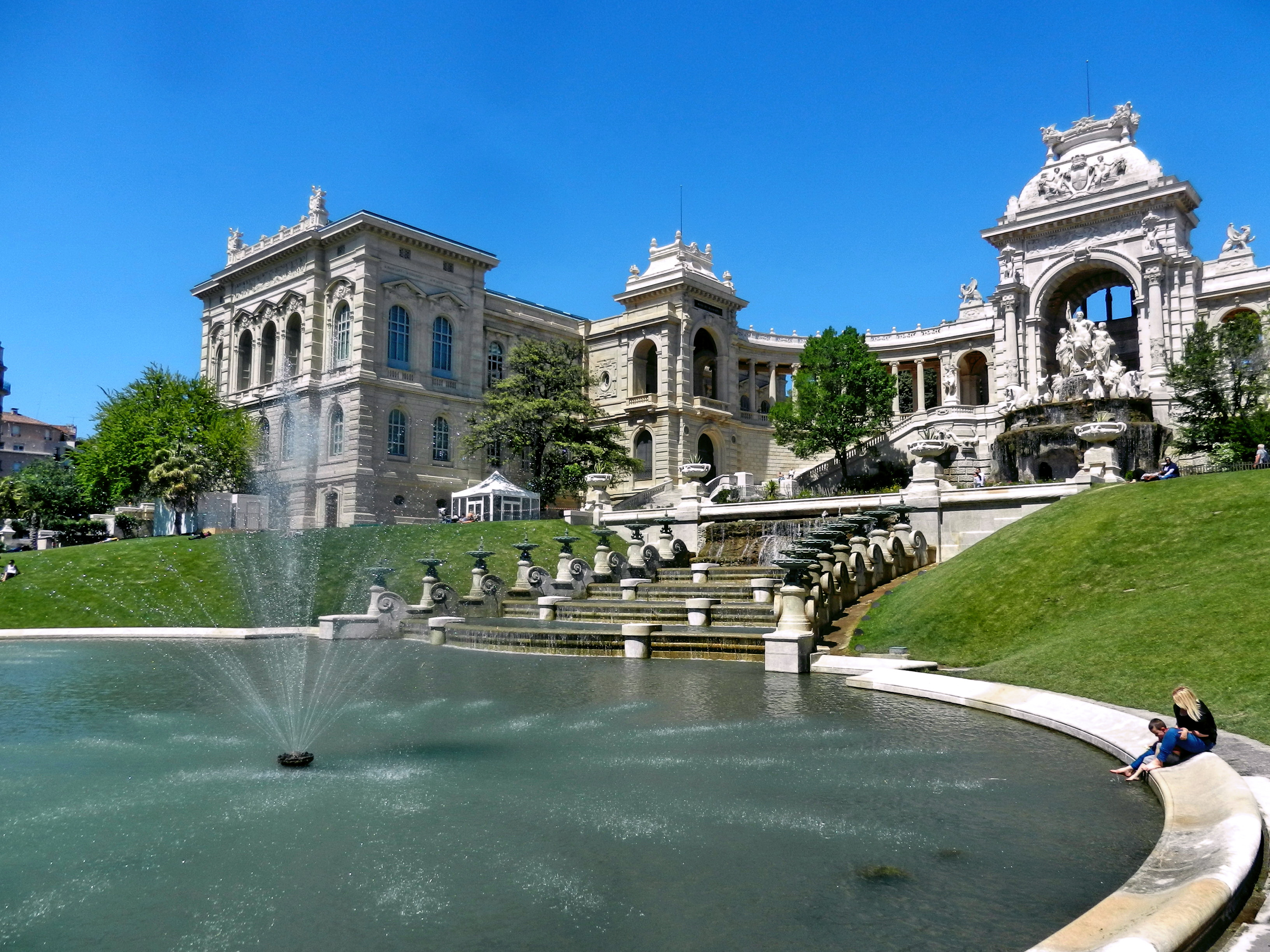
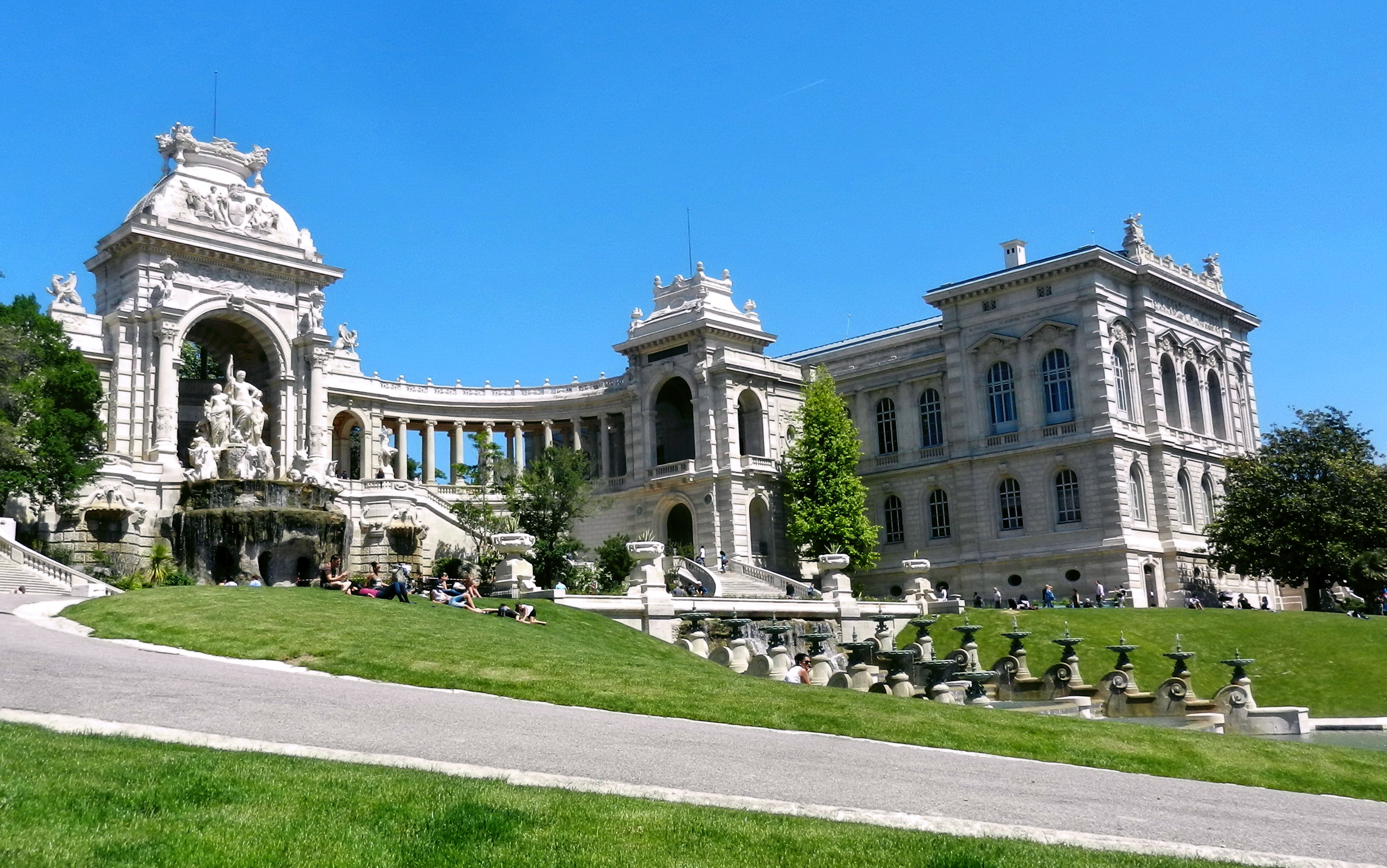
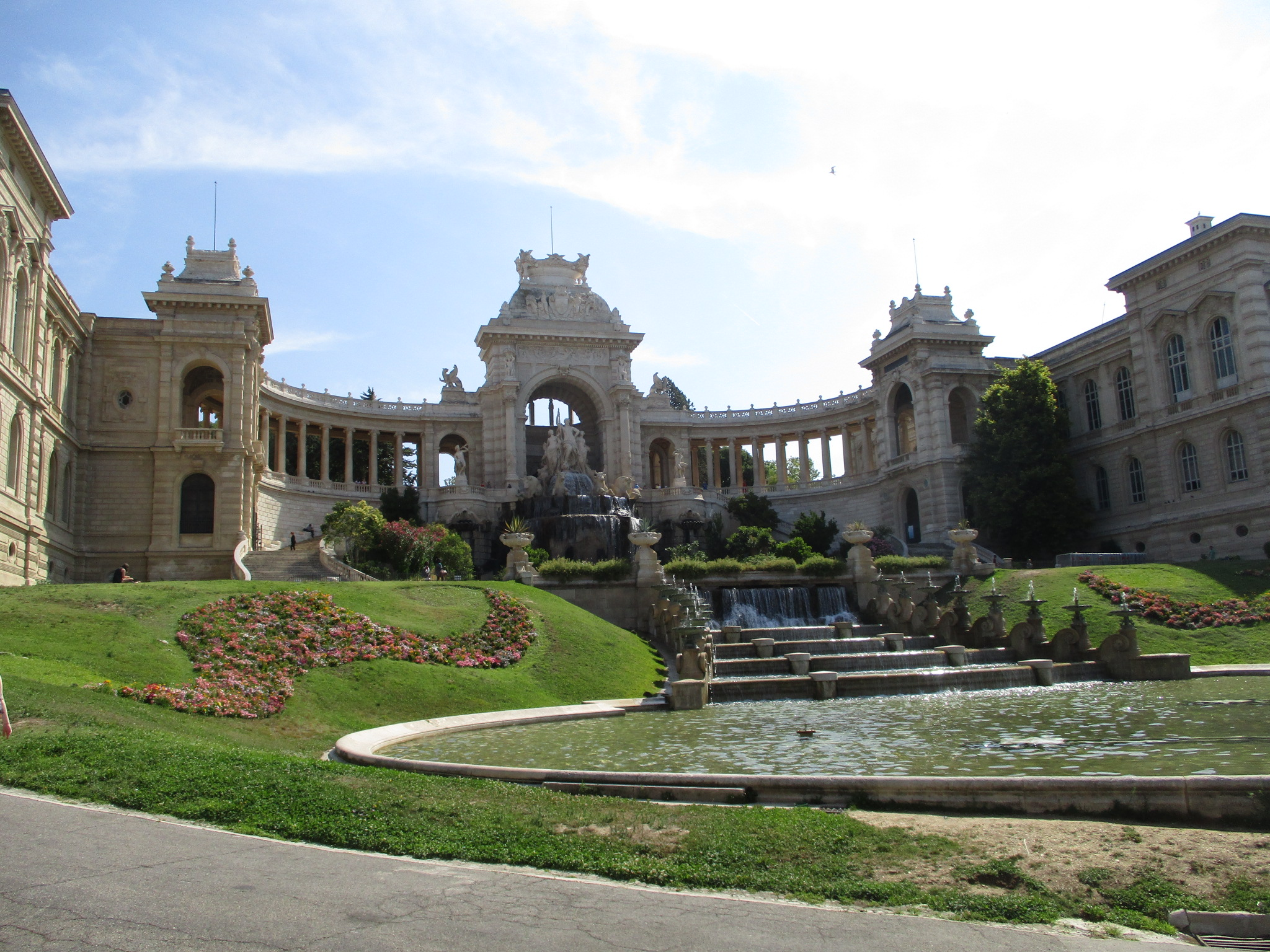
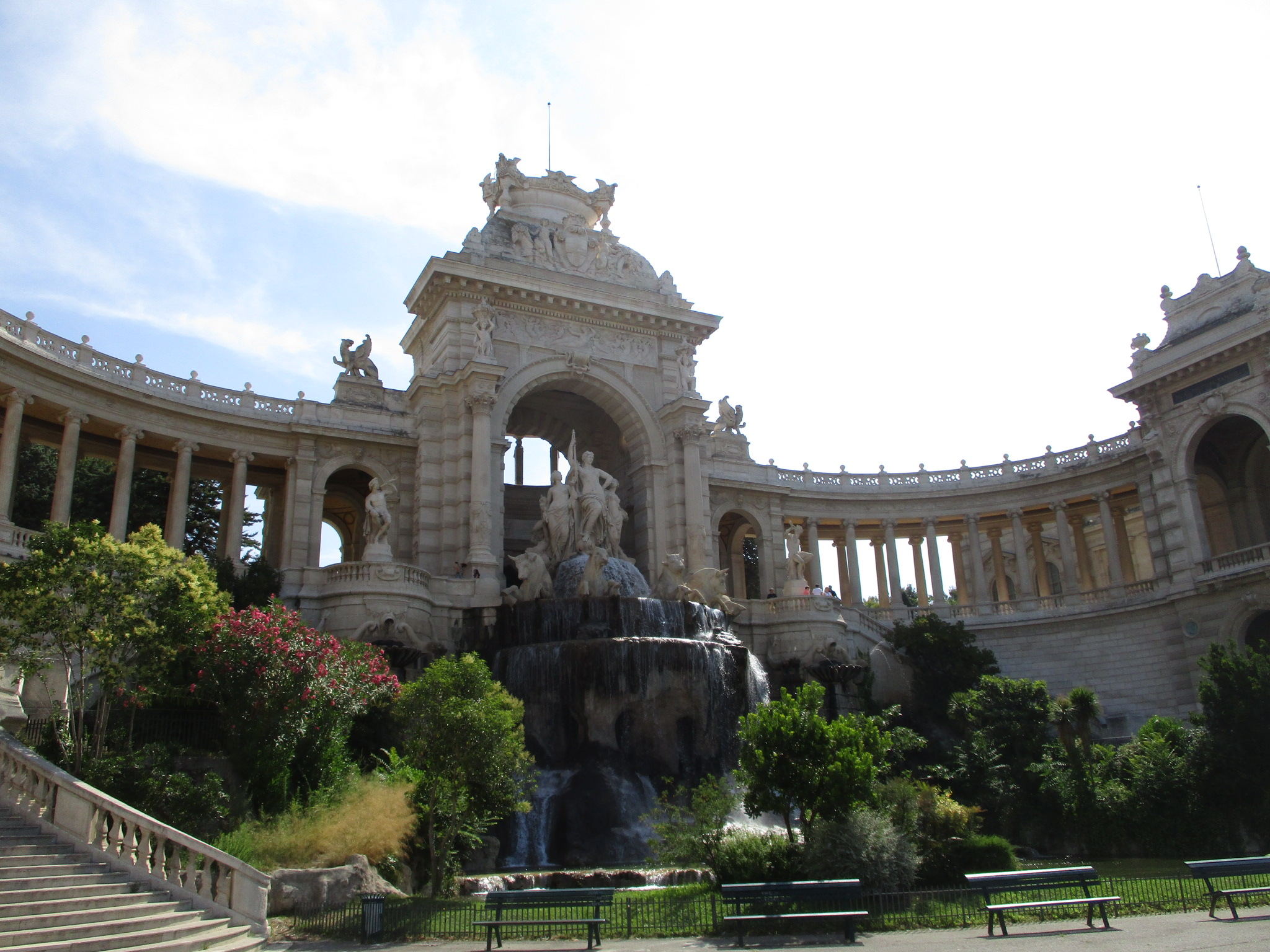
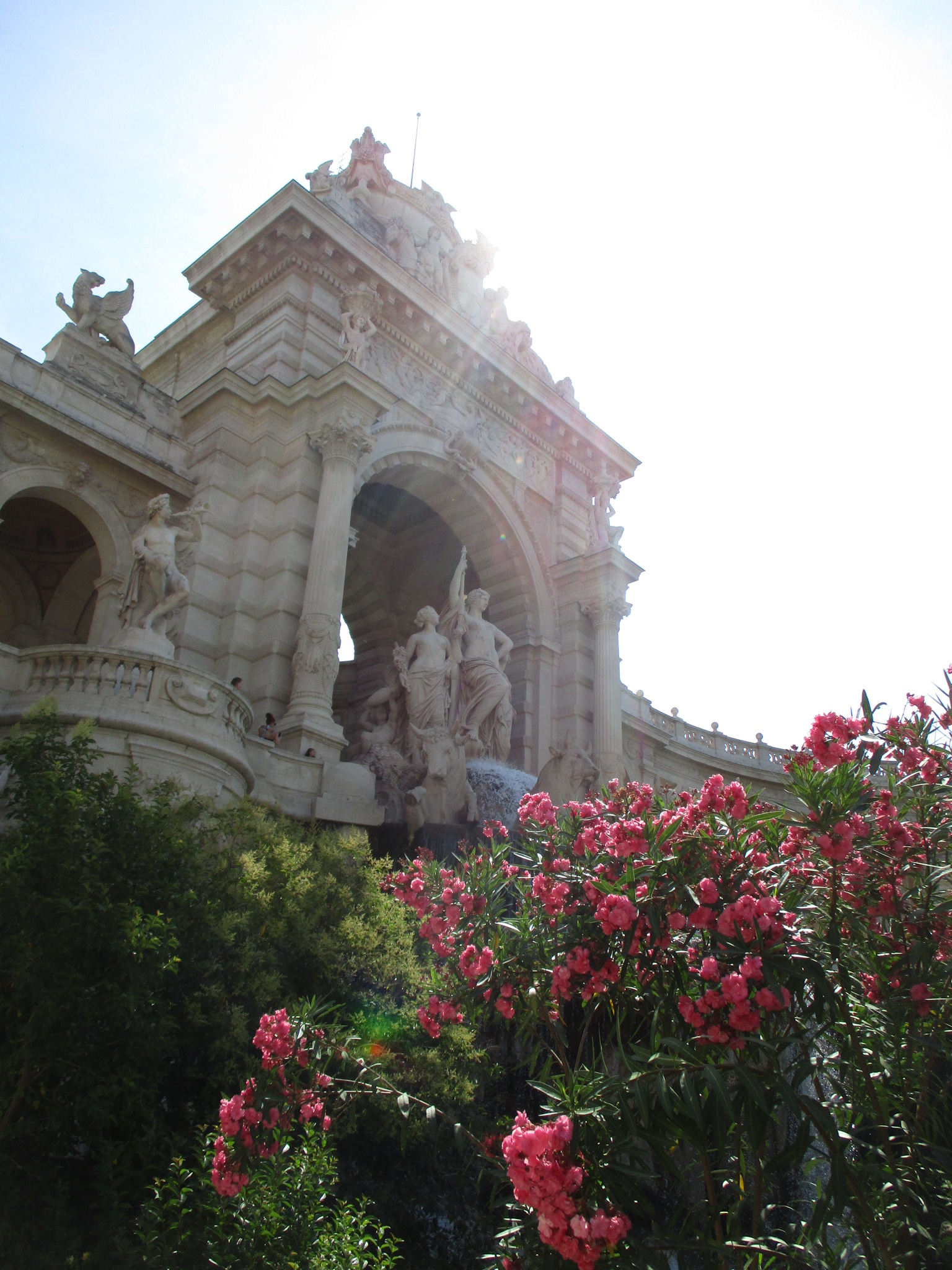
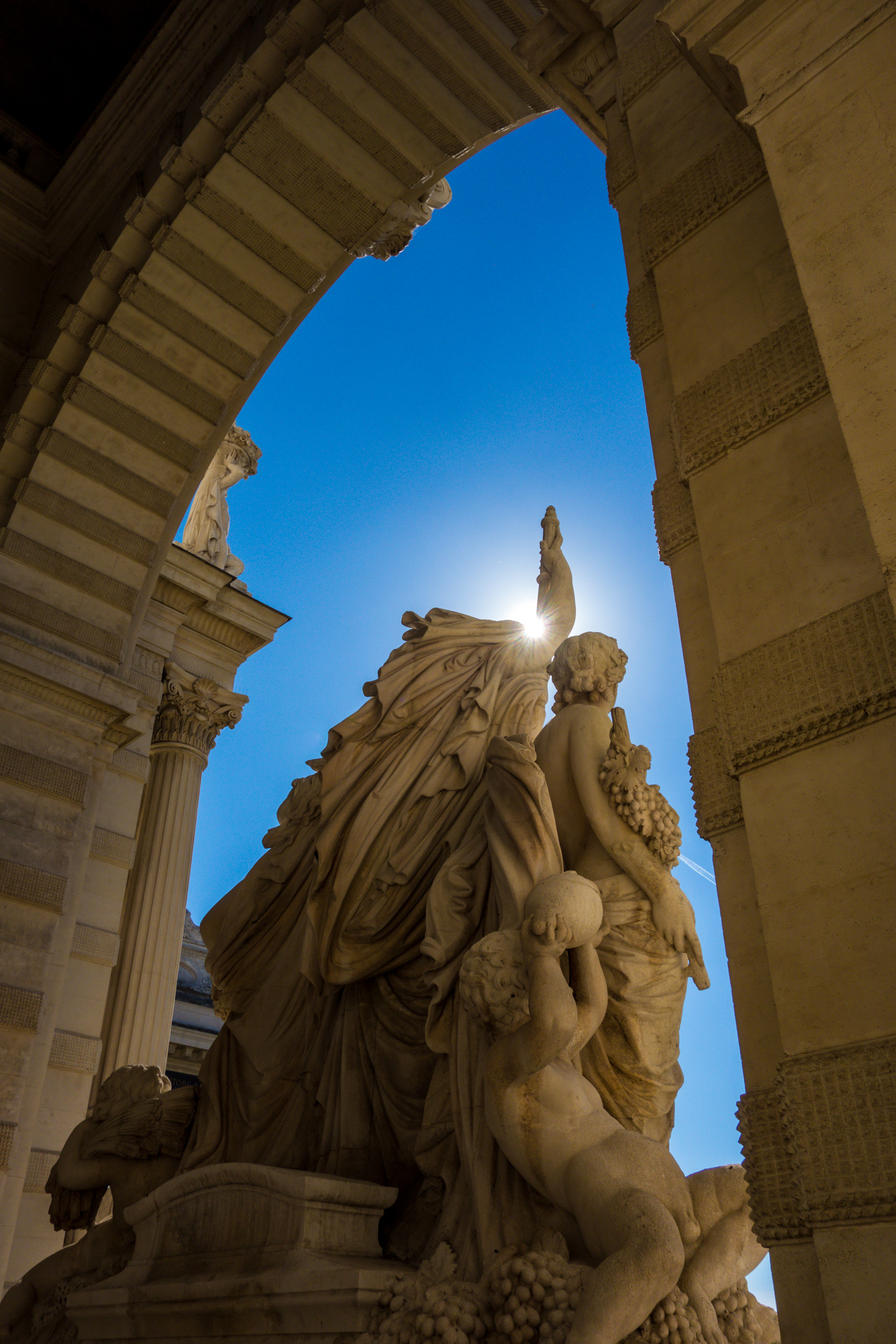

Arrivée de la Durance par le canal de Marseille
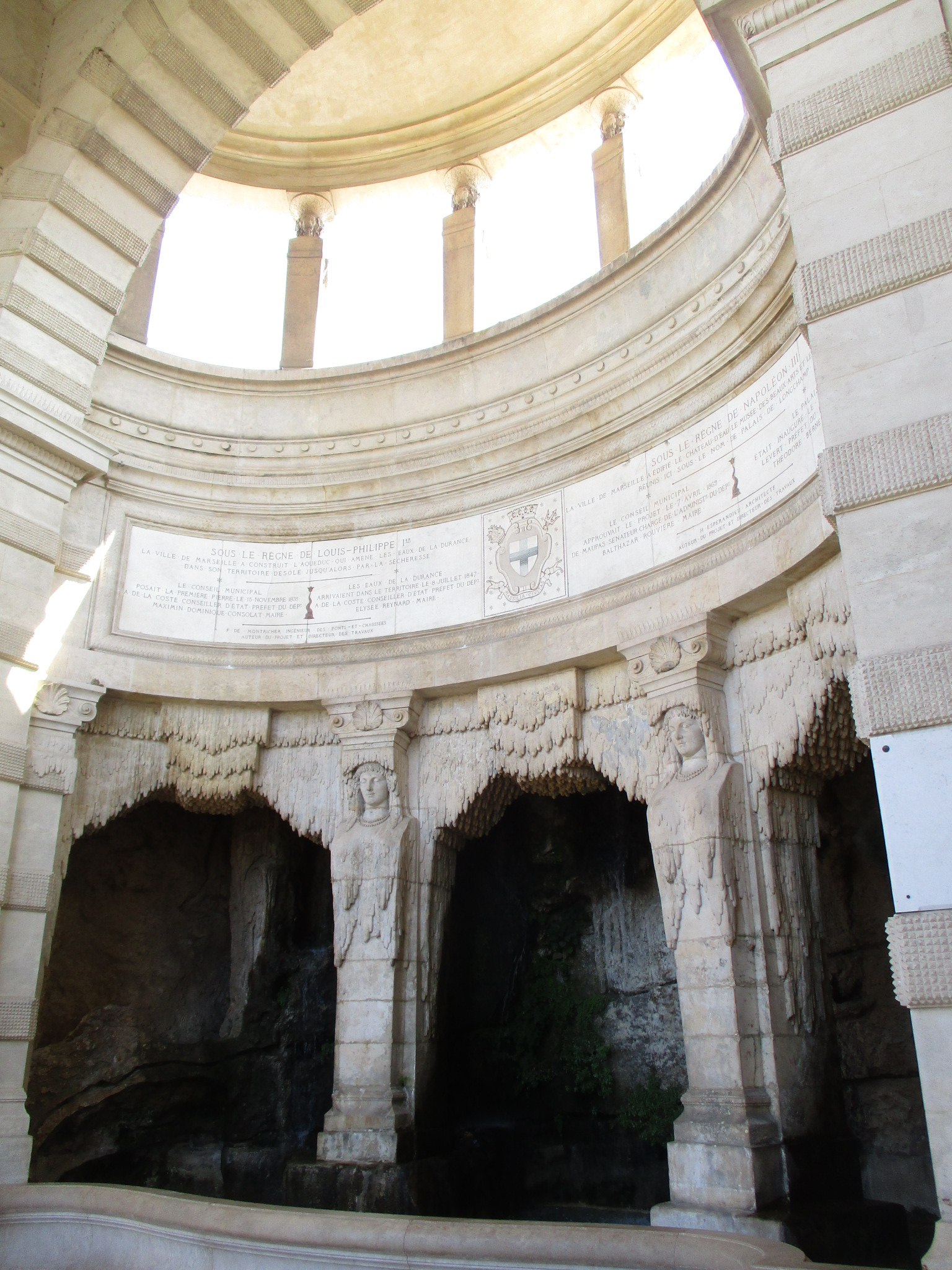
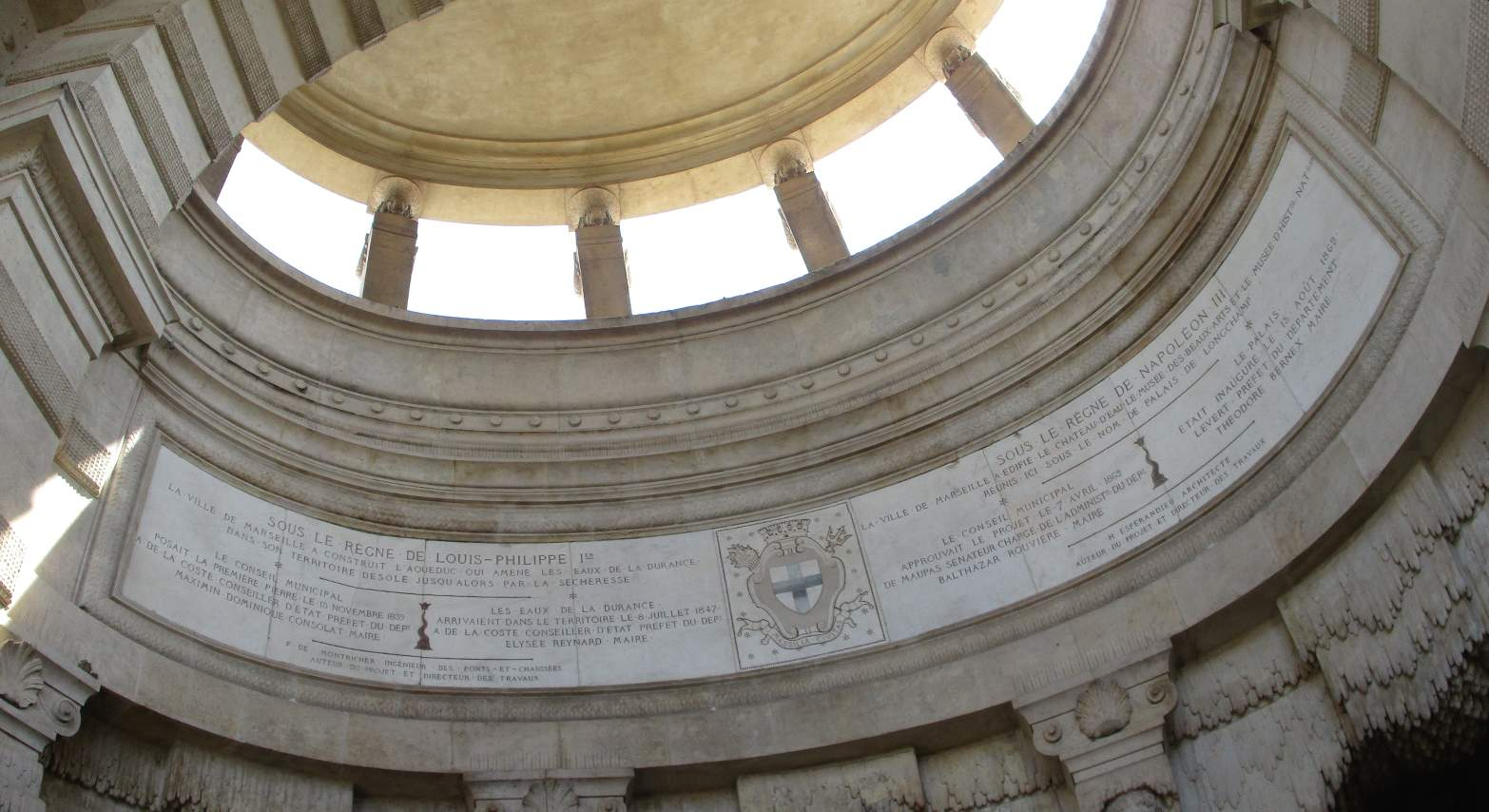
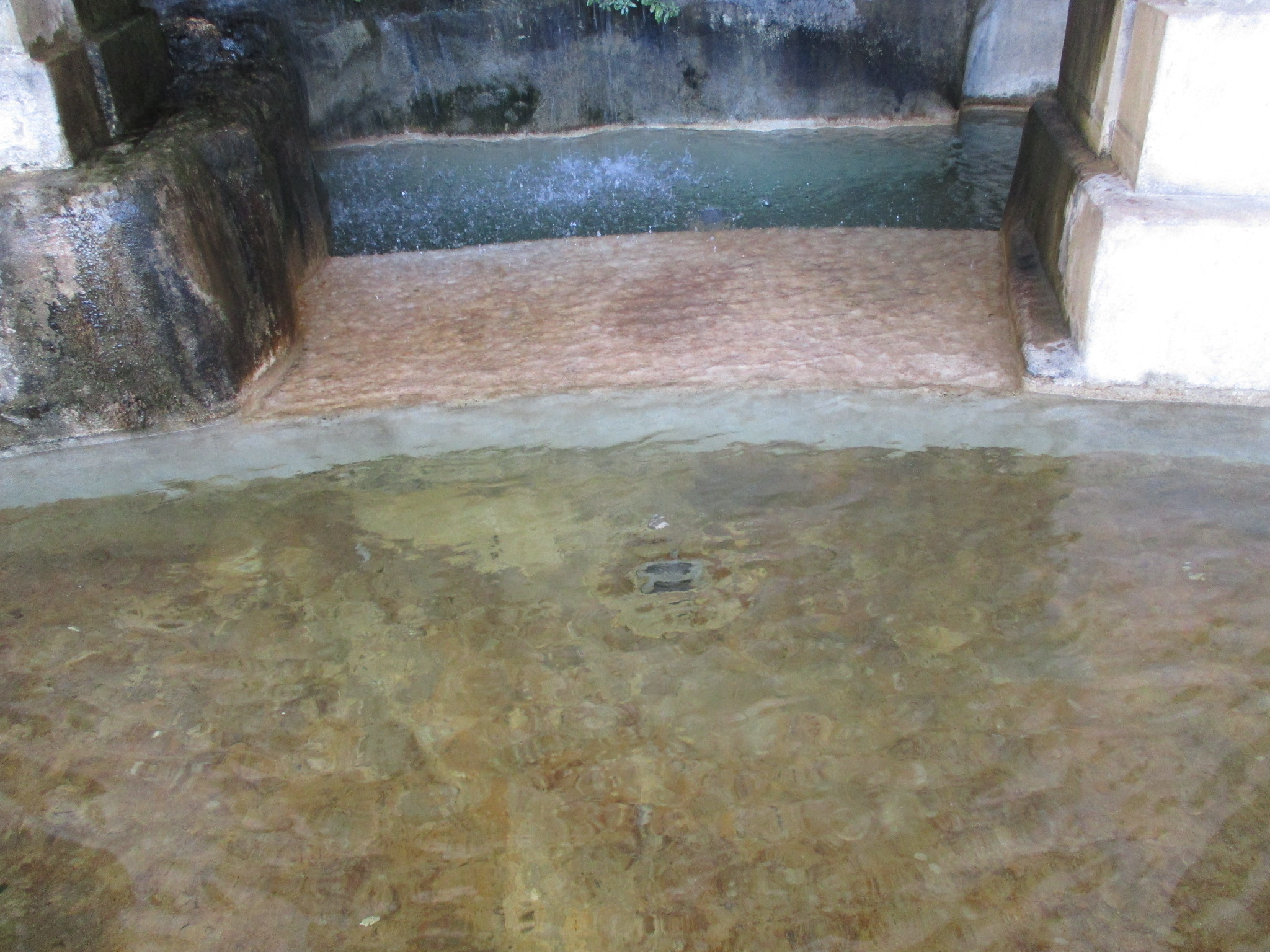
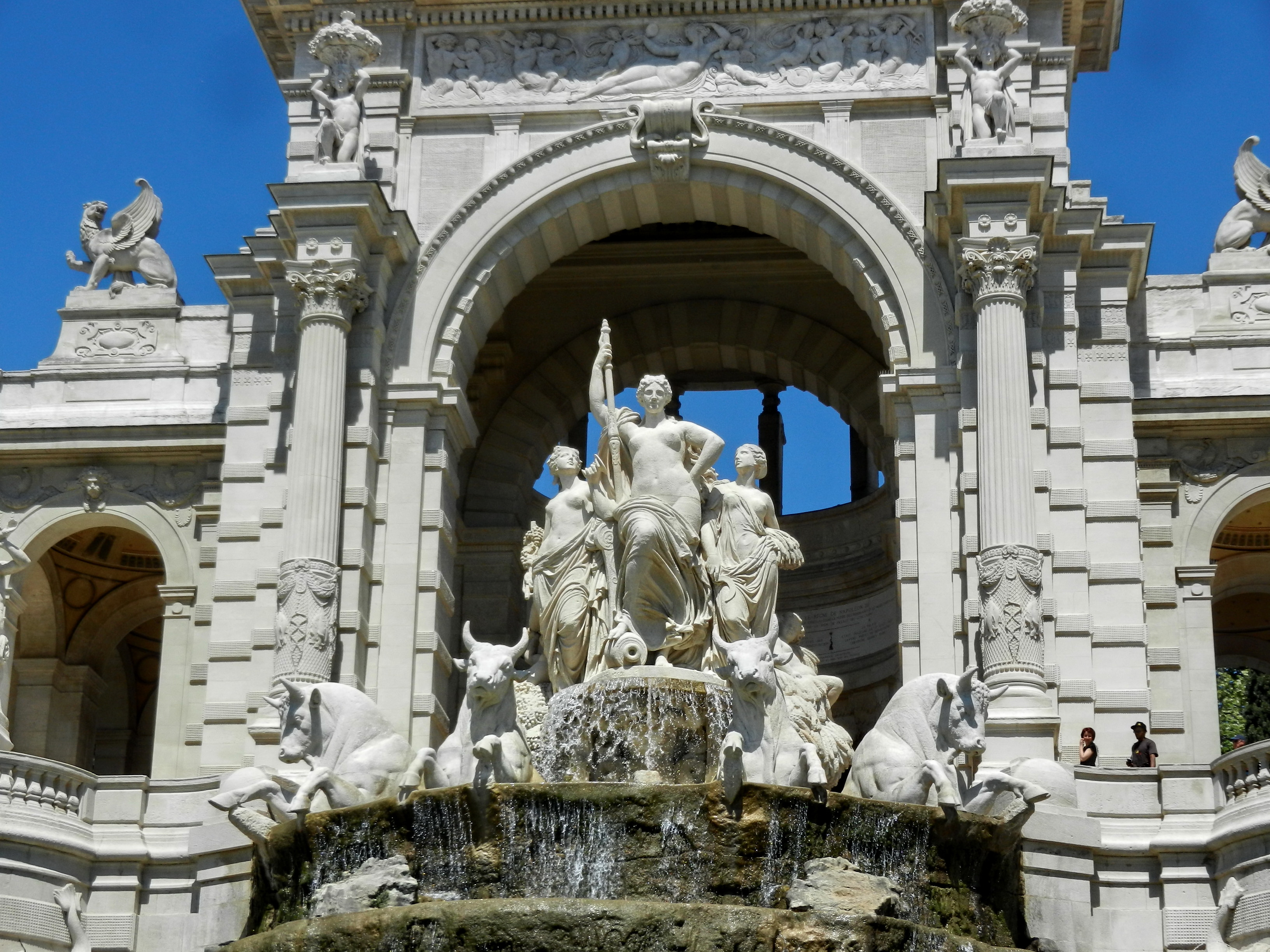
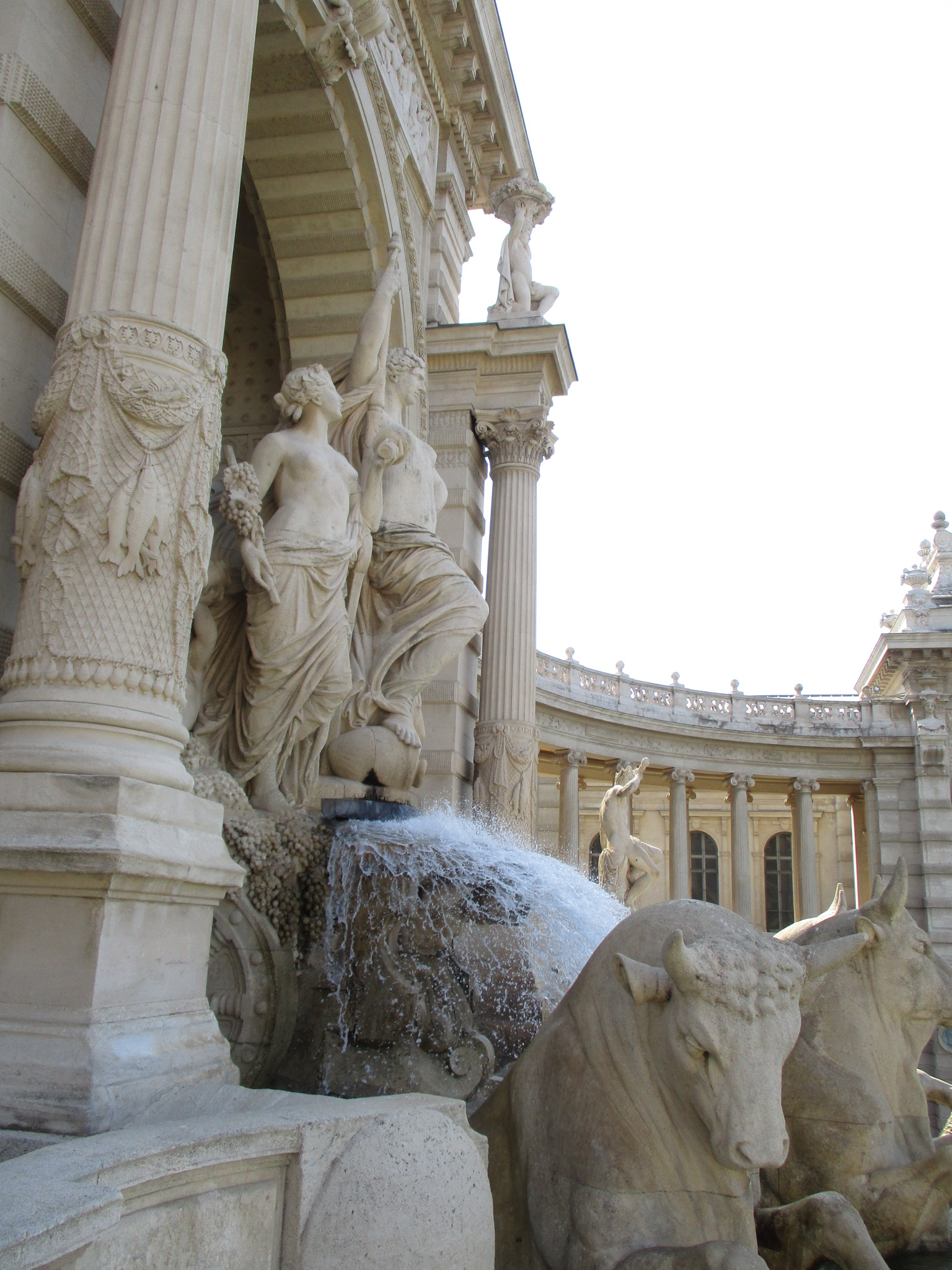
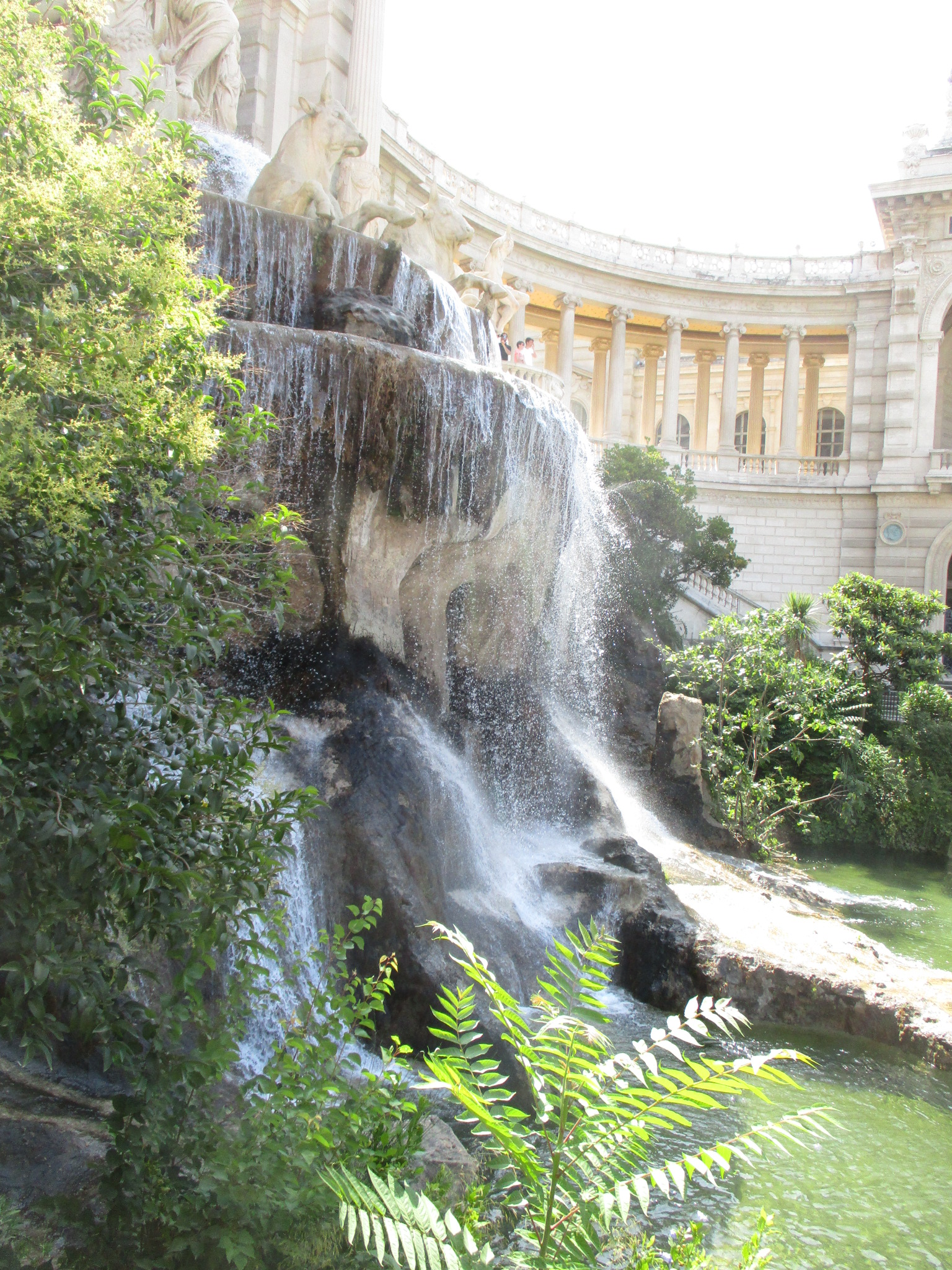
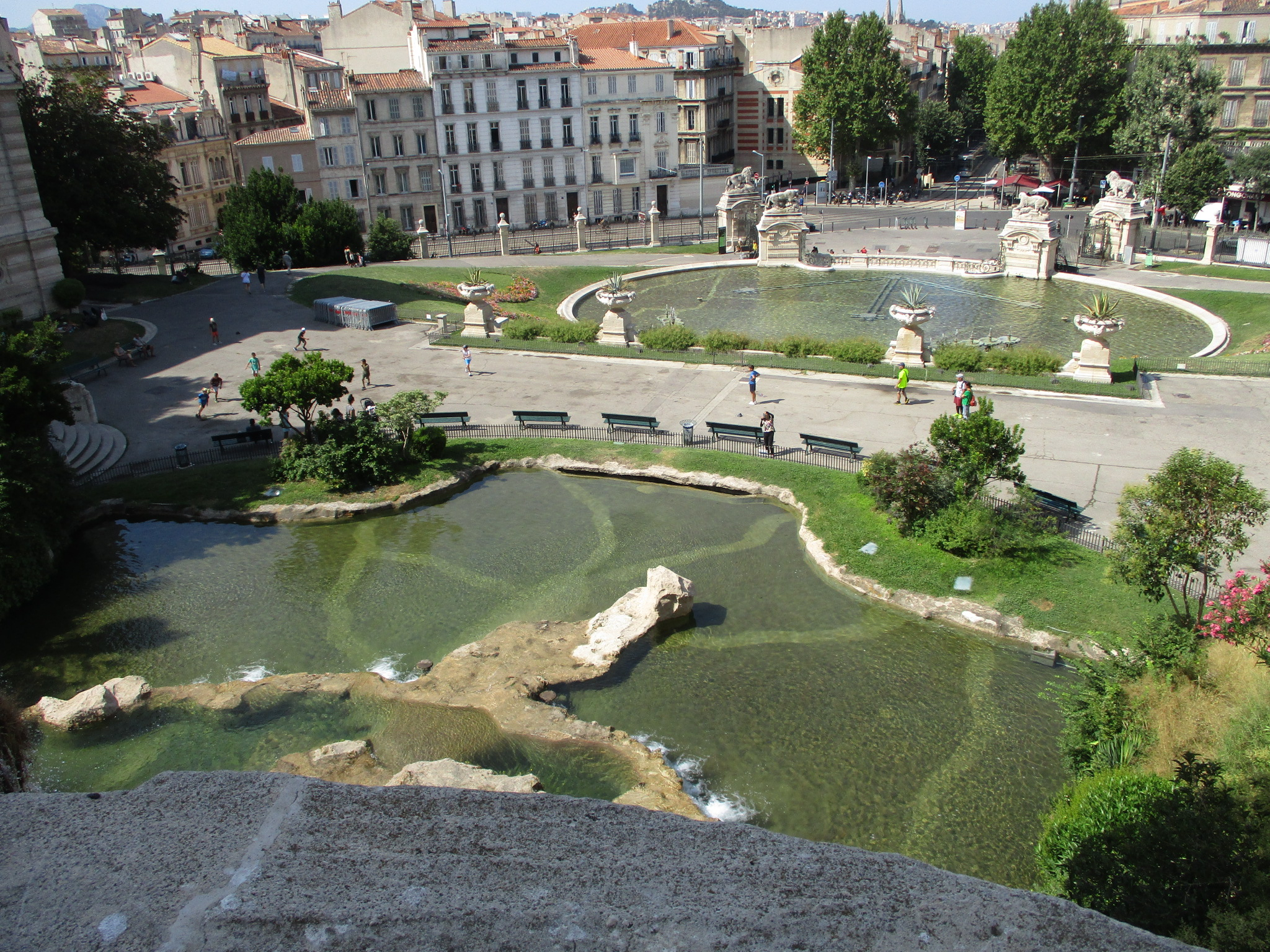

### Le projet de Pascal Coste

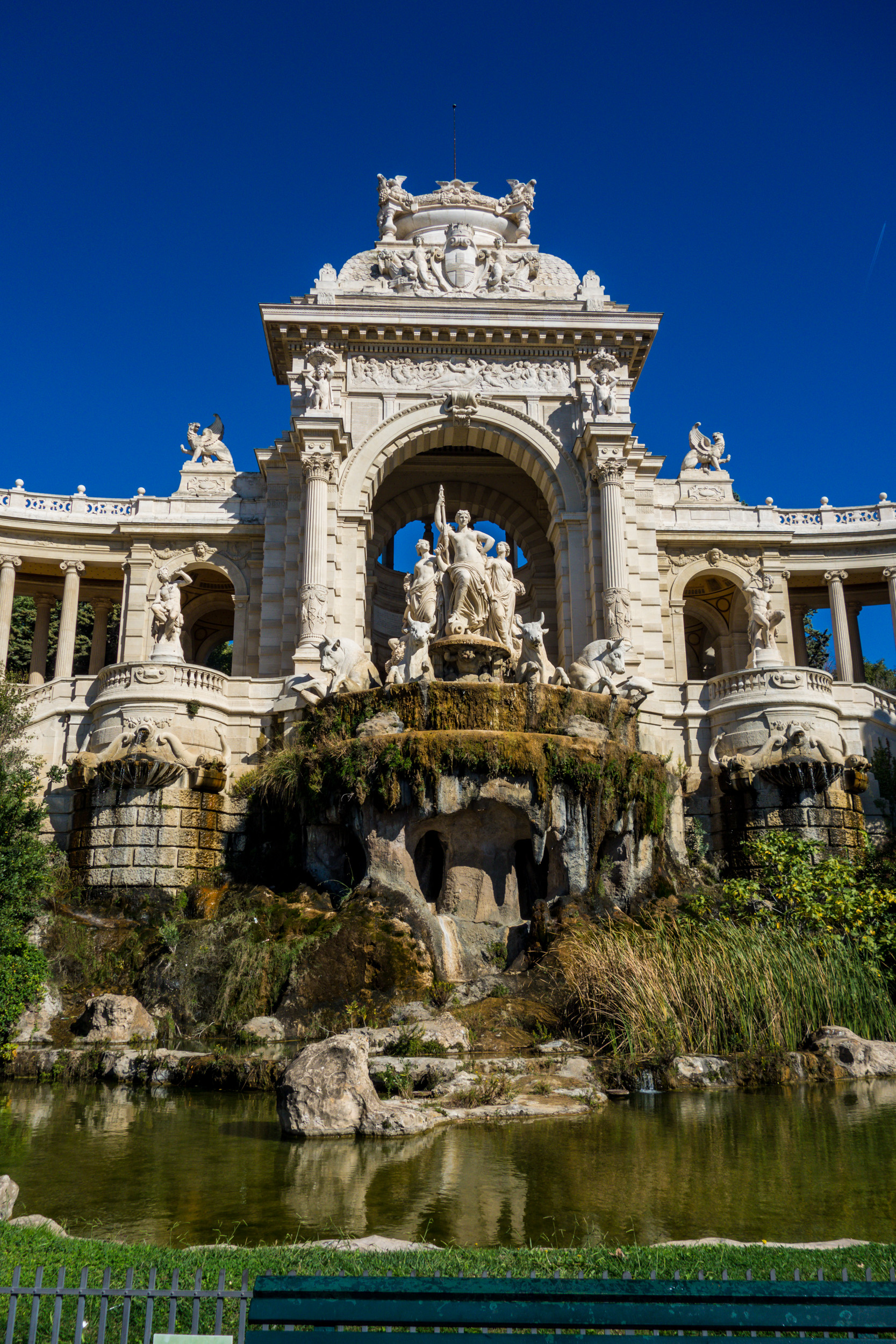

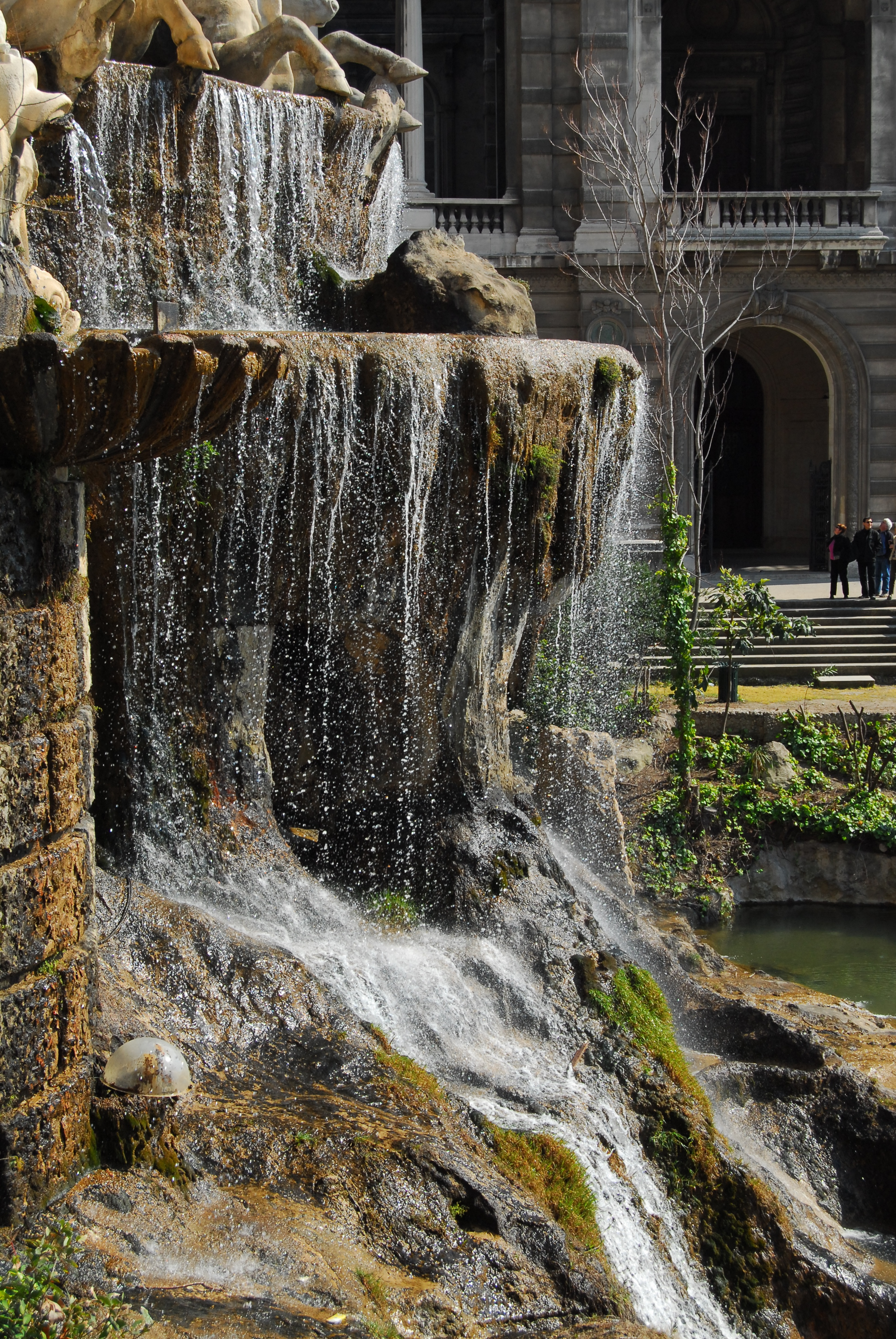

Si l'alimentation en eau de la ville était une priorité absolue, la municipalité désirait aussi construire un muséum d'histoire naturelle pour présenter les collections qui étaient provisoirement entreposées dans des locaux de l'ancienne loge maçonnique de rite « écossais » au 49 du boulevard du Musée, actuellement boulevard Garibaldi. En 1847 la ville commande à l’architecte marseillais Pascal Coste un projet rassemblant un muséum et un château d'eau. Ce projet restera à l'état d'esquisse, les événements de 1848 ne permettant pas d'aller au-delà.
En 1850, sur les conseils de Jean François Mayor de Montricher, l'ingénieur concepteur et réalisateur du canal de Marseille, la ville fait appel à Jean-Charles Danjoy. Cet architecte prévoit la réalisation, sous un arc de triomphe, d’une allégorie de la Durance accompagnée de figures féminines symbolisant la vigne et le blé. Il ne semble pas que Danjoy ait également effectué des dessins pour le muséum. Ce projet n’aura pas de suite non plus.

### Les projets de Bartholdi
Au début de 1859, le maire de Marseille, Jean-François Honnorat, demande au sculpteur Auguste Bartholdi de réaliser un projet de château d’eau. Bartholdi ne songea tout d'abord qu'à une fontaine monumentale. Après plusieurs entretiens avec le conseil municipal, il associe un muséum divisé en deux corps, isolés avec un château d'eau central. Il présente un troisième projet en reliant les bâtiments par une vaste galerie ayant son entrée dans l'axe du monument. Devant les hésitations de plusieurs de ses membres, le conseil municipal s'adresse pour juger ce projet à une commission composée de spécialistes : Henri Labrouste et Léon Vaudoyer, inspecteurs généraux des édifices diocésains, et Victor Baltard, architecte de la ville de Paris. Cette commission critique le projet qui ne sera pas retenu.
La ville de Marseille règle ses honoraires à Auguste Bartholdi et s’adresse à Henri Espérandieu en 1861. Les premières revendications de Bartholdi datent de 1863, en affirmant que la colonnade semi circulaire est son idée et son invention. Il soutient également que son projet proposé à la municipalité était sa propriété, car la ville en lui payant ses honoraires n’était pas devenue propriétaire de ses plans. Un procès s’ensuivit mais le tribunal de première instance de Marseille débouta Bartholdi. Après l'inauguration du Palais Longchamp, Bartholdi demande que son nom soit inscrit sur le château d'eau, ce qui est refusé. Faisant preuve d'une grande persévérance, il intente en 1901 un autre procès à la ville, sans succès, puis saisit la cour d’appel d'Aix, qui le condamne à une amende et au paiement des frais de justice.

### Le projet Espérandieu

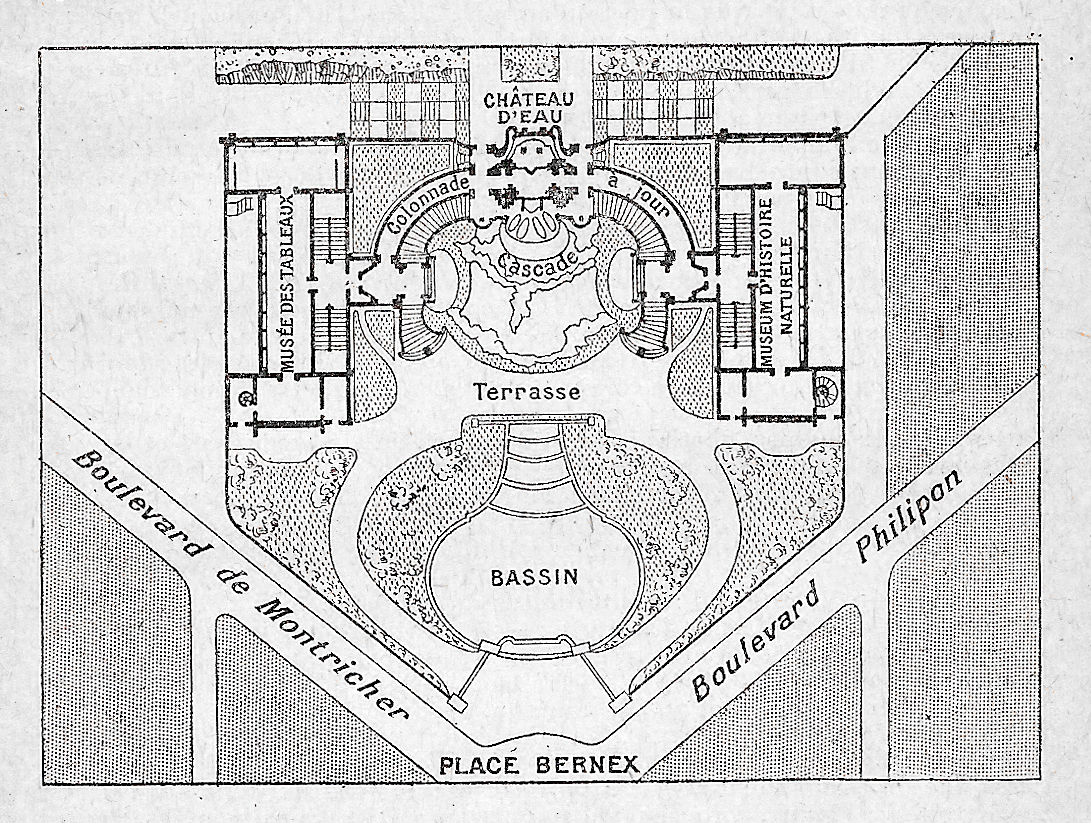
Plan de masse du Palais-Longchamp.

Après avoir pensé à Pascal Coste, le maire Onfroy décide en août 1861 de faire appel au jeune architecte Henri Espérandieu qui est chargé des travaux de construction de la basilique Notre-Dame-de-la-Garde. La commande sera alors très précise, le projet devra porter sur la réalisation d’un château d'eau, à 73 m d'altitude, entouré de cascades abondantes visibles depuis le boulevard Longchamp, d'un muséum d'histoire naturelle, d'un musée des Beaux-Arts et de deux jardins, l'un public, l’autre botanique à l'usage du muséum.
Dès la fin de septembre 1861, Espérandieu présente un premier dessin-projet. Des modifications successives sont apportées notamment pour la liaison entre les deux bâtiments qui sera réalisée au moyen d'une colonnade. L'architecte élabore les plans des deux musées en collaboration avec les conservateurs. Le 7 avril 1862, les plans du projet définitif sont présentés au conseil municipal qui l'accepte.
Afin de faire baisser les dépenses, le conseil municipal demande le 7 juin 1862 de réduire d'un quart les surfaces à bâtir, mais Henri Espérandieu ne tient que partiellement compte de cette demande, en ne réduisant les surfaces que d'un onzième seulement. Il reçoit un blâme mais garde la confiance du conseil municipal qui est conscient qu'une œuvre grandiose est en cours de réalisation.
L'inauguration a lieu le 15 août 1869 et une médaille est gravée par Louis Merley pour commémorer cet événement.

## Description générale

### L'entrée et les bassins

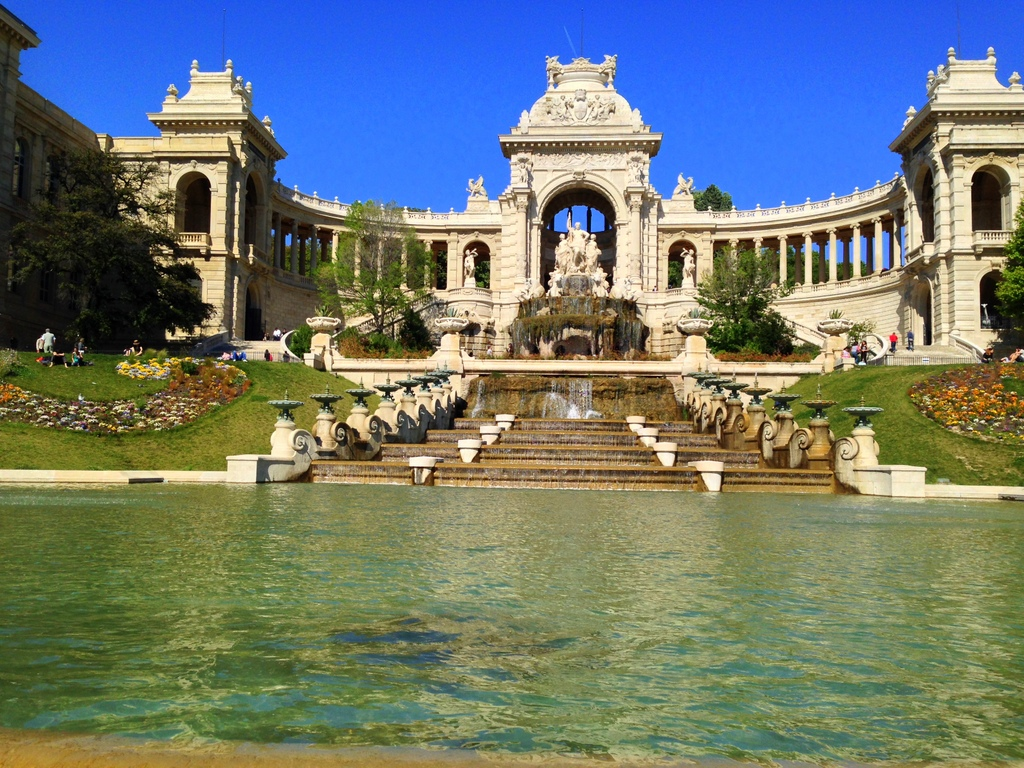
Bassin et Palais Longchamp

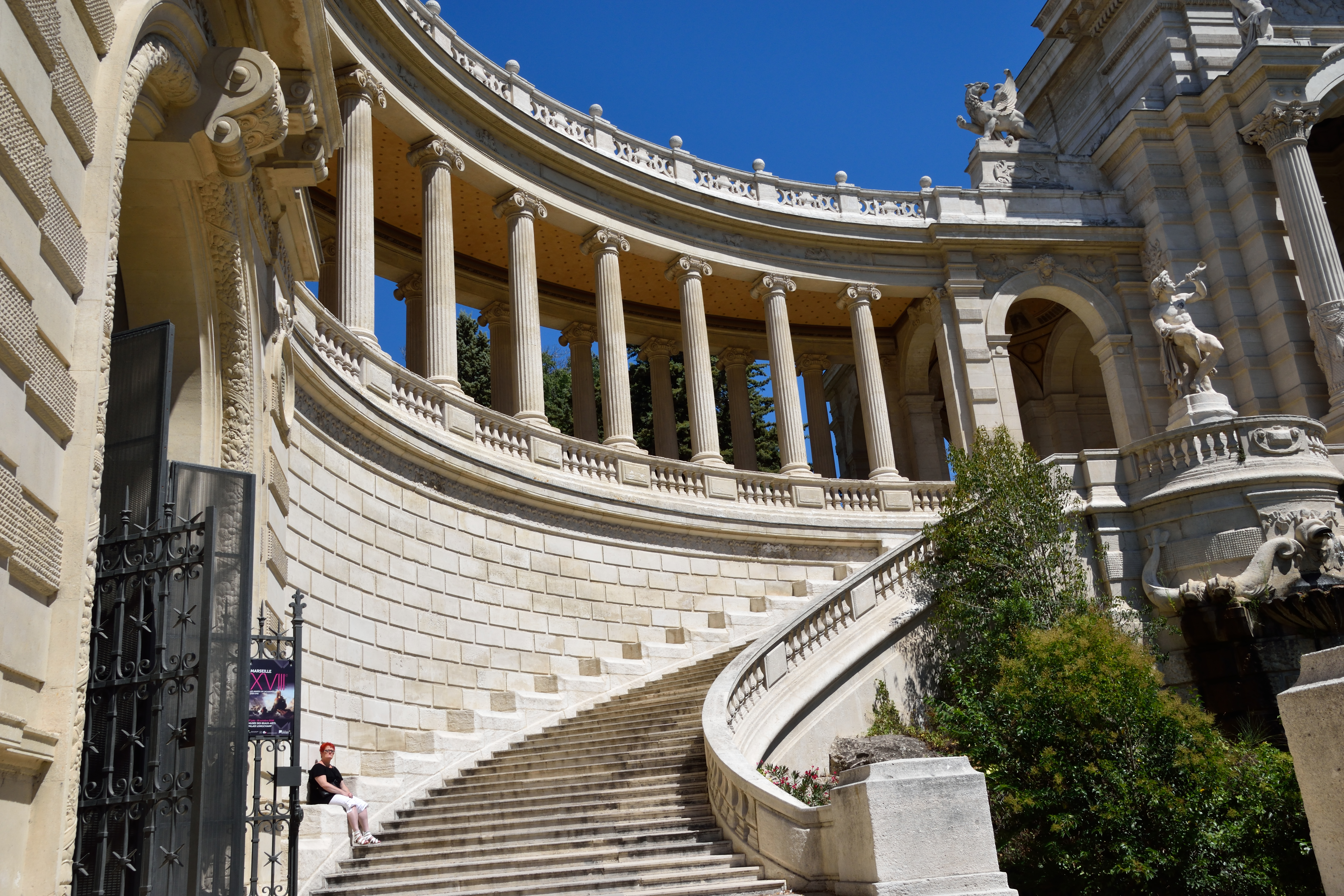
Grand escalier d'honneur côté gauche

L’entrée du Palais Longchamp s'effectue par deux portails placés symétriquement par rapport à l'axe général du momument, la grille de clôture reliant les deux entrées épousant la forme du rond-point Henry-Dunant qui se trouve à l'extrémité du boulevard Longchamp.
Chaque portail d'entrée est encadré de hauts piédestaux sur lesquels sont dressées des statues sculptées par Antoine-Louis Barye figurant un fauve dévorant sa proie :
- à gauche : un Lion terrassant un mouflon et un tigre avec une biche,
- à droite : un Lion tuant un sanglier et un tigre avec une gazelle[8].

Ces quatre statues sont malheureusement, très abîmées par l'érosion et la pollution atmosphérique.
Les allées sur lesquelles s'ouvrent les deux portails, suivent les courbes du bassin pour aboutir aux 2 escaliers d'honneur gauche et droit. Les premières marches sont convexes pour devenir progressivement droites. Ces escaliers qui enserrent le bassin de réception de la cascade se terminent sur une terrasse, qui donne accès à gauche au musée des Beaux-Arts et à droite au muséum d'histoire naturelle.

### Les jardins
Le Palais Longchamp est indissociable des jardins qui l'environnent. Dès le début du projet, un ensemble de jardins devaient agrémenter et magnifier le bâtiment mais également servir de liens avec les collections des deux musées du site.
Outre les parterres entourant le bassin au niveau de l'entrée principale du site, se trouvent également deux vastes jardins complémentaires situés à l'arrière de l'édifice: le Jardin botanique - au même niveau que le Palais - et le Jardin zoologique situé en contrebas.
L'Observatoire se trouve à proximité immédiate du site.

#### Jardin zoologique

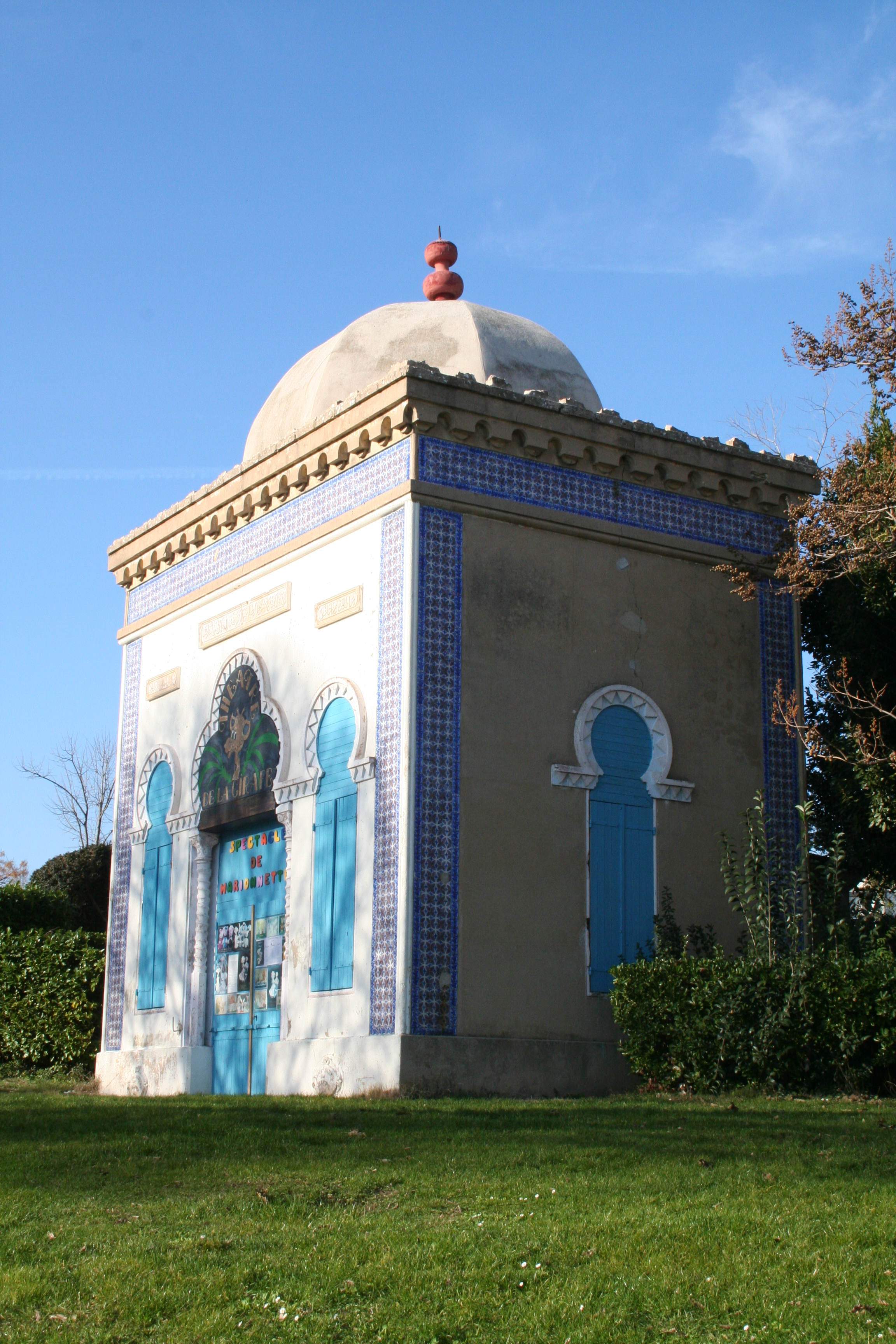
Pavillon de la girafe.

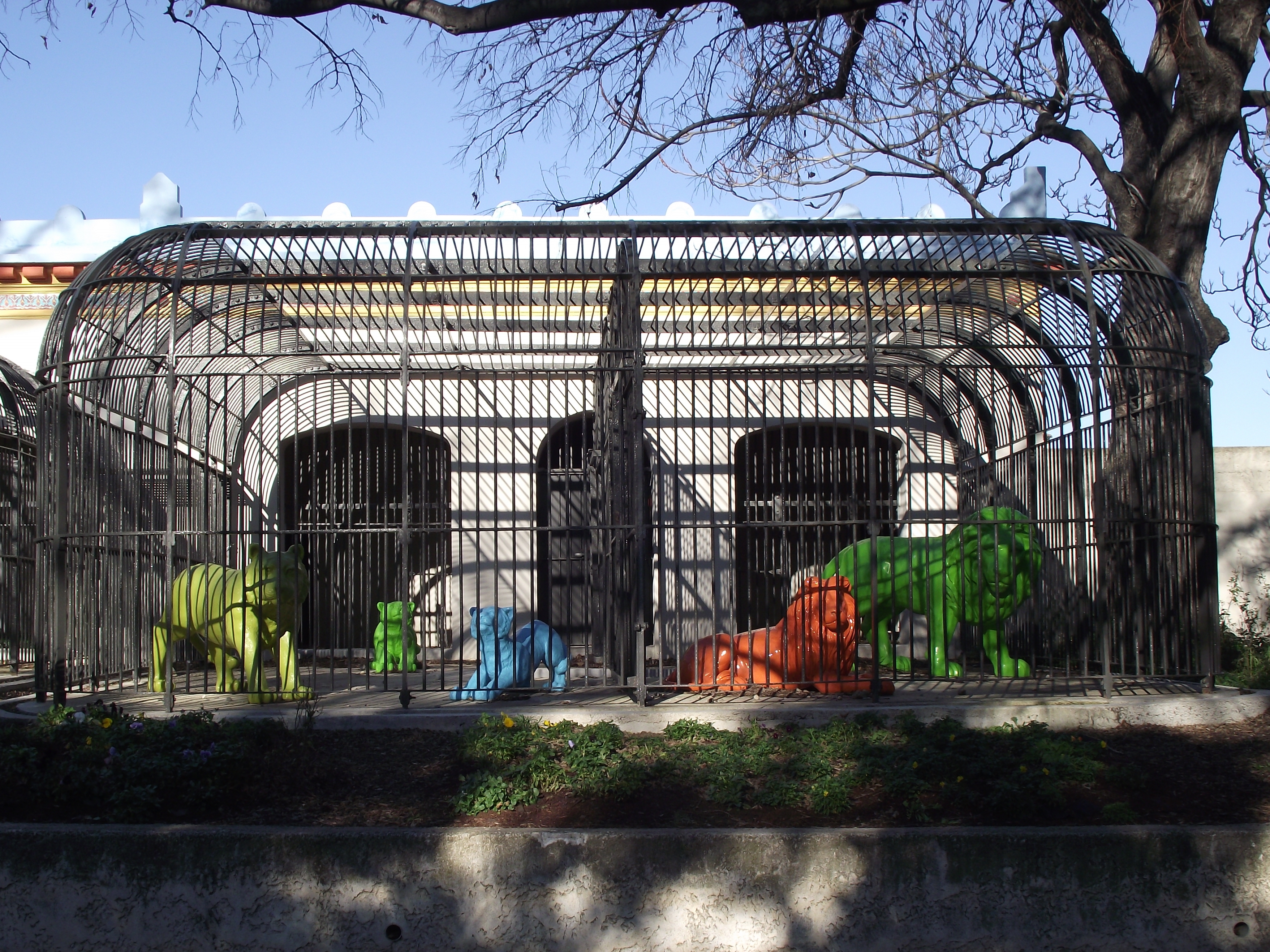
Sculptures animalières d'art

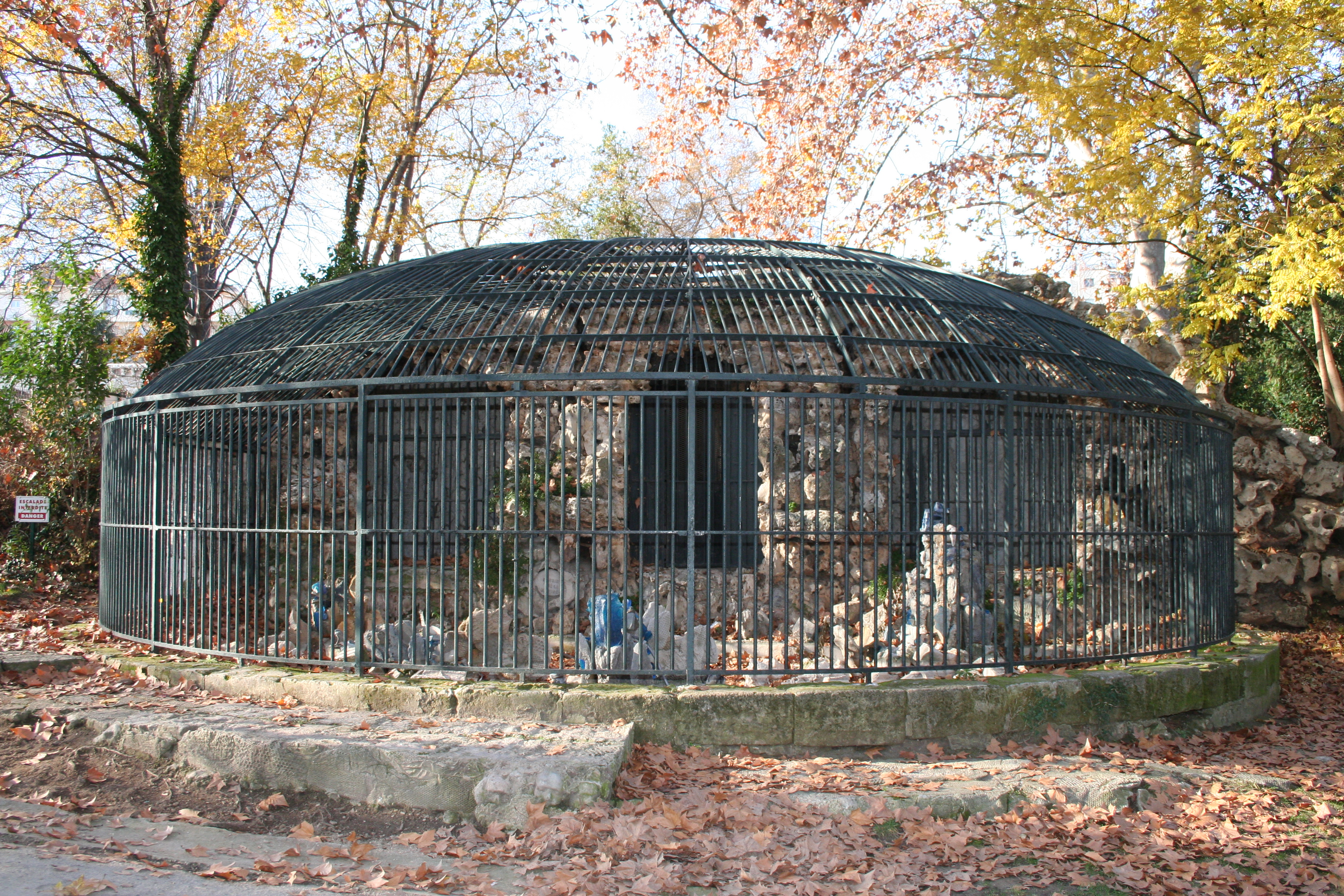
L'ancienne cage aux ours.

L'idée d'installer le jardin zoologique de Marseille sur le plateau Longchamp germe dans l'esprit du projet dès l'aménagement des jardins en 1854, mais ce n'est qu'en 1856 que le zoo est construit. Ce dernier occupe une surface de 5 hectares après qu'il s'est rapidement révélé trop petit, ce qui a amené la municipalité à faire agrandir le jardin au-delà de l'actuel boulevard Cassini. Le zoo était ainsi séparé en deux parties reliées entre elles par un petit pont enjambant le boulevard. Les collections d'animaux semblent importantes dès les débuts du zoo - près de 2 000 oiseaux de 1 250 espèces différentes sans compter des dizaines d'espèces de mammifères et probablement quelques reptiles, ce qui représentait alors 2 450 animaux au total. Montricher relia le passage du plateau au zoo par un escalier qui sera doublé quelques années plus tard. Cet escalier est placé le long d'une cascade créée par Montricher et qui rappelle le rôle d'un château d'eau du Palais Longchamp tout en servant de lieu de vie à plusieurs espèces d'oiseaux d'eau, comme des canards et des flamants roses. L'ancienne cage visibles actuellement dans le jardin datent probablement de 1899.
Plusieurs aménagements sont toujours visibles, comme la cage des ours, celle des loups, plusieurs volières, les cages des fauves etc. On trouve également des bâtiments construits pour servir d'abris aux animaux. Ces bâtiments avaient un style propre au pays d'origine de l'animal. Ainsi on peut toujours observer le bâtiment de la girafe et celui de l'éléphant et d'autres petites constructions ayant servi d'abris à des cervidés et des antilopes. Parmi les principales espèces présentées dès les débuts du zoo en 1856 et jusqu'à la fermeture de celui-ci en 1987:
- éléphant d'Asie
- girafe
- plusieurs espèces de ruminants (cervidés, antilopes, etc.)
- autruche et casoar
- tapir terrestre
- fauves (lion, tigre, léopard)
- beaucoup de petits carnivores (mustélidés, viverridés)
- ours brun, ours polaire
- loup gris
- de nombreuses espèces d'oiseaux
- plusieurs espèces de primates (lémuriens, gorilles, cercopithèques, etc.)

D'autres animaux ont été présentés de façon épisodique dans l'histoire du zoo:
- grand dauphin
- crocodiles
- hippopotame

Après leur mort naturelle, les dépouilles naturalisées allaient enrichir considérablement les collections du Muséum voisin. Bon nombre des spécimens naturalisés visibles actuellement au Muséum, sont issus du Jardin zoologique, car la ville était propriétaire des dépouilles et pouvait fournir ainsi son Muséum, mais aussi la Faculté des Sciences.
Le zoo rencontra très tôt des soucis financiers chroniques. À l'origine une société gérait ce zoo, puis devant les problèmes financiers importants, la municipalité décida de prendre l'administration du jardin zoologique dès 1863, car le zoo se révélait être le complément idéal du Muséum. Les problèmes financiers rencontrés à la fin des années 1980 auront cependant raison du zoo de Marseille et celui-ci fermera définitivement ses portes en 1987. Pour les fêtes de Marseille-Provence 2013, le parc zoologique sera restauré et des animaux en fibre de verre, décorés par différents artistes et financés par des mécènes, seront exposés dans les cages et enclos jusqu'alors abandonnés.

### Le château d'eau

#### L'arc de triomphe

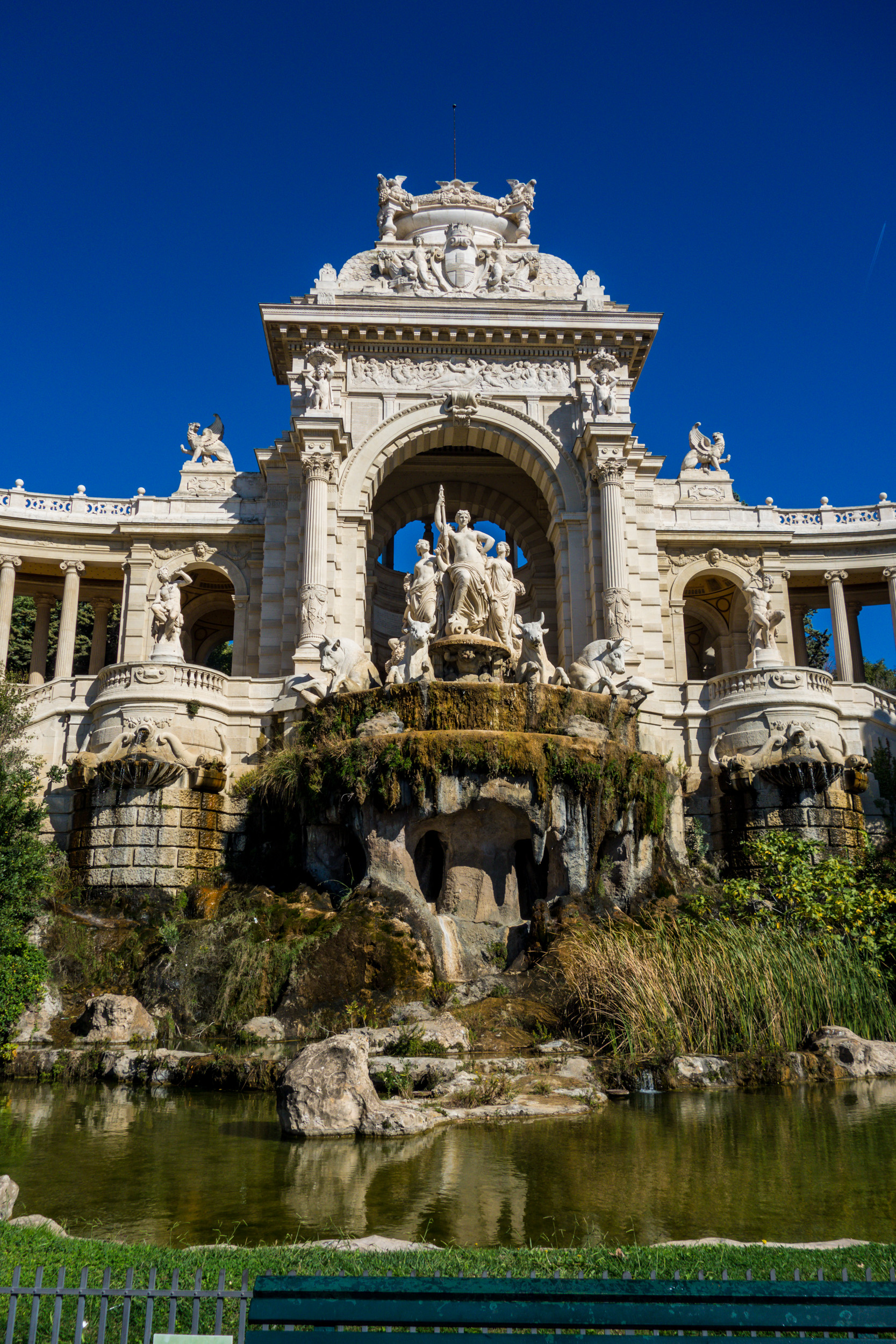
Vue de face depuis le parc du bas.

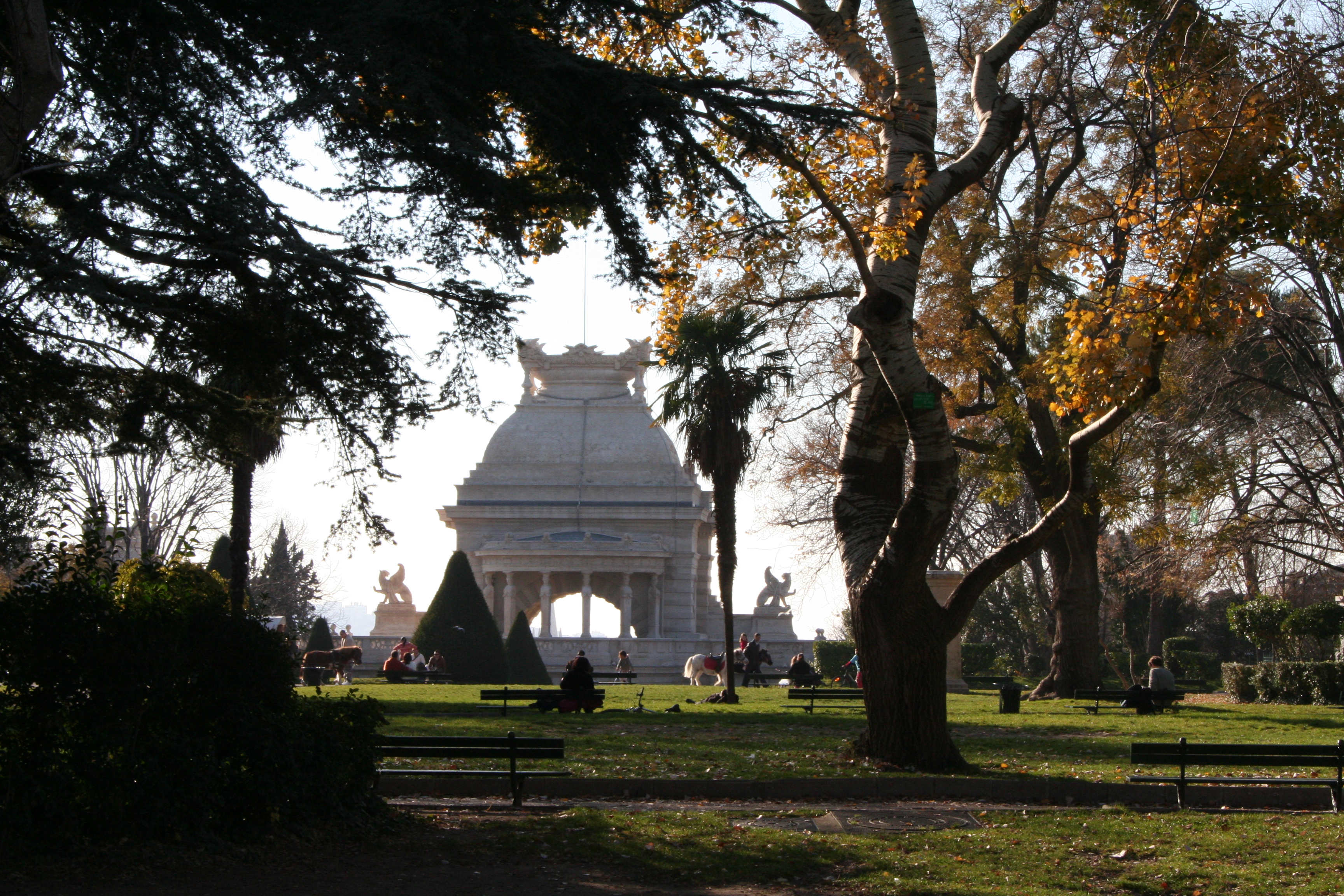
Vue arrière depuis le parc du haut.

L'arc de triomphe ouvert sur toutes ses faces, présente des sculptures d'un somptueux entablement, surmonté d’un dôme coiffé d’une corbeille de fleurs soutenue par quatre balustres qui supportent des oiseaux aux ailes déployées. La face antérieure de ce dôme est ornée d’une trirème d'où se détachent les armes de la ville, encadrées par deux sirènes. L'ensemble a été sculpté par Eugène-Louis Lequesne.
Sur la frise du château, est représentée une scène classique dite « scène des tritons » avec au centre une Vénus lascive. Cette frise est l'œuvre de Jules Cavelier.
Devant les piliers de cet arc de triomphe, se trouvent deux colonnes, d'ordre composite, encadrant la fontaine. Leurs cannelures sont voilées à leur base par des filets dans lesquels des poissons sont pris ; leur chapiteau supporte un canéphore sculpté par Lequesne, ployant le genou et portant une corbeille débordant de fruits et de fleurs, allégories de la fertilité apportée par l'eau de la Durance.
De chaque côté de la cascade, une rotonde à bossage décorée d'une énorme coquille marine qu'enlacent deux couples de dauphins, supporte un triton, sculpté par Lequesne, soufflant dans une conque et regardant vers la Durance. 
Sur les faces externes de l'arc de triomphe figurent, gravés dans des cartouches, les noms des affluents de la Durance :
- à droite : le Buech, le Jabron, l'Auzon et le Largue.
- à gauche : l'Ubaye, la Bléone, l'Asse et le Verdon.

À l'intérieur de l'arc de triomphe on trouve un nymphée, une grotte artificielle, avec un bassin surplombé par deux cariatides prises dans des pétrifications et dont les visages aux yeux clos symbolisent les eaux souterraines. Au-dessus des plaques de marbre portent gravées les inscriptions suivantes :
- à gauche : « Sous le règne de Louis Philippe Ier, la ville de Marseille a construit l’aqueduc qui amène les eaux de la Durance dans son territoire désolé jusqu'alors par la sécheresse. Le conseil municipal posait la première pierre le 15 novembre 1839, de Lacoste, conseiller d'État, préfet du département, Maximin-Dominique Consolat, maire. Montricher, ingénieur des Ponts et Chaussées, auteur du projet et directeur des travaux. ».
- à droite : « sous le règne de Napoléon III, la ville de Marseille a édifié le château d'eau, le musée des Beaux-Arts et le Muséum d'histoire naturelle réunis sous le nom de palais Longchamp. Le conseil municipal approuvait le projet le 7 avril 1862, Maupas sénateur chargé de l'administration du département, Balthazar Rouvière, maire. Le palais est inauguré le 15 août 1869 par Levert, préfet du département, Théodore Bernex, maire. Henri Espérandieu, architecte, auteur du projet et directeur des travaux. »

De part et d’autre du nymphée, deux niches abritent les bustes de Montricher et Consolat, sculptés respectivement par André-Joseph Allar et Poitevin.

#### La fontaine

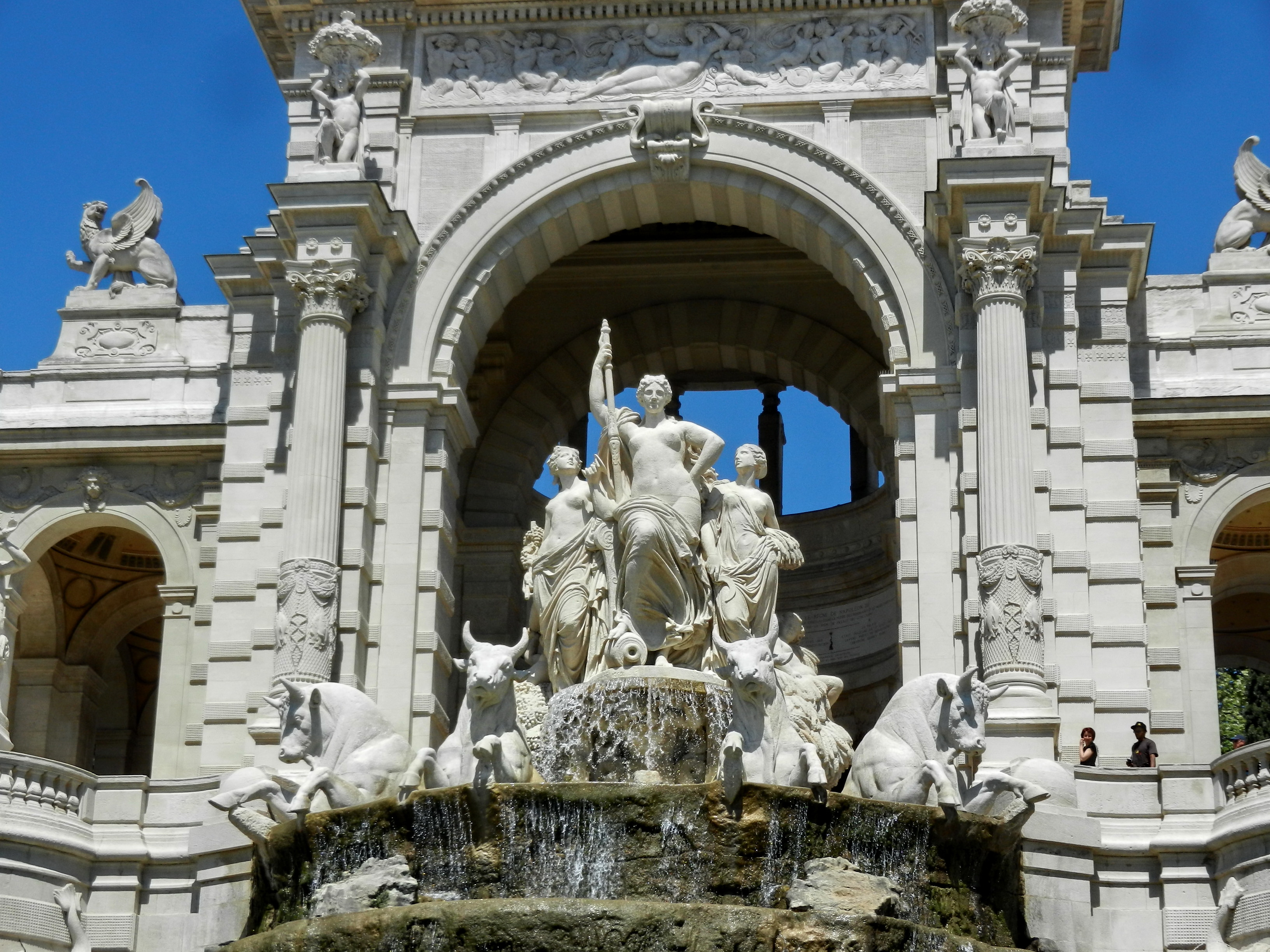
Fontaine surplombant les bassins en cascades à l'entrée du palais, d'où jaillit l'eau de la Durance, avec sculptures allégoriques de la Durance, Cérès, et Pomone, sur un char quadrige de 4 taureaux de Camargue.

Le groupe central est, avec ses 10 mètres de hauteur, une œuvre imposante de Jules Cavelier. Réalisé en pierre de Calissanne, il représente un char émergeant du château d'eau, tiré par quatre taureaux de Camargue semblant se diriger vers la ville. Sur ce char sont représentés trois personnages allégoriques féminins. La figure de la Durance, fièrement campée au centre, est drapée dans un péplum antique : torse nu, les hanches robustes, s'appuyant sur une rame, le pied posé sur une amphore renversée, tout révèle en elle la fécondité qu'elle apporte à la terre irriguée. D'une taille plus petite, les deux autres personnes situées de part et d’autre de la Durance qu'elles regardent avec reconnaissance, représentent le blé et la vigne ; elles peuvent être assimilées aux divinités Cérès et Pomone. Chacune de ces deux allégories est accompagnée d'un enfant joufflu placé en arrière, jouant l'un avec des gerbes de céréales, l'autre avec des grappes de raisin. Ce choix iconographique est paradoxal, l'arrivée de l'eau ayant fait à peu près disparaître ces deux cultures du terroir marseillais au profit du maraichage et de l'élevage. L'eau qui se déverse aux pieds de ce groupe rebondit sur le dos des quatre taureaux à l'encolure puissante, les pattes levées. Elle s'écoule ensuite en cascade jusque dans un premier bassin.

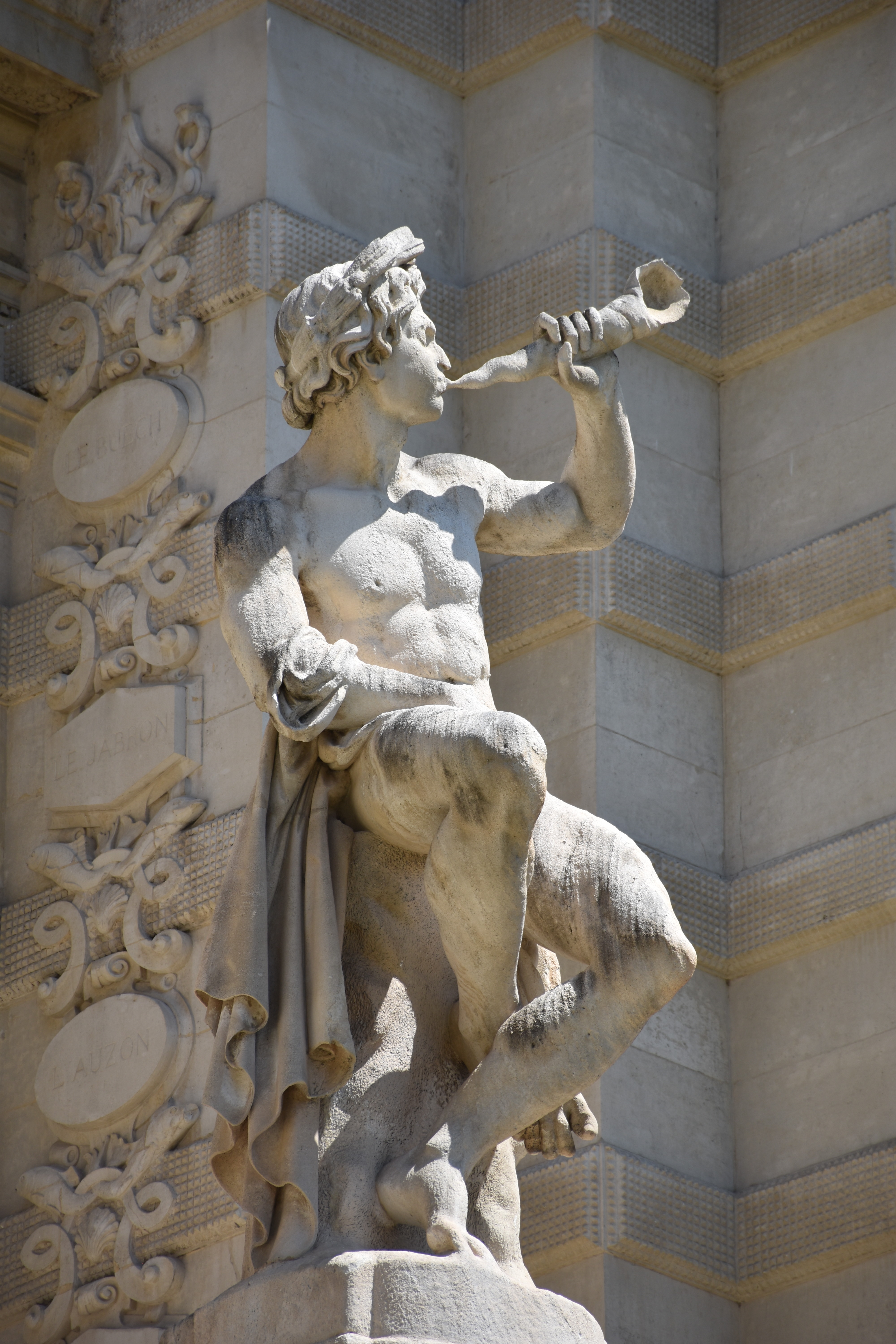
Eugène-Louis Lequesne, Triton assis sonnant de la conque, place à gauche du château d’eau

#### Statues allégoriques
Quelques sculptures allégoriques :

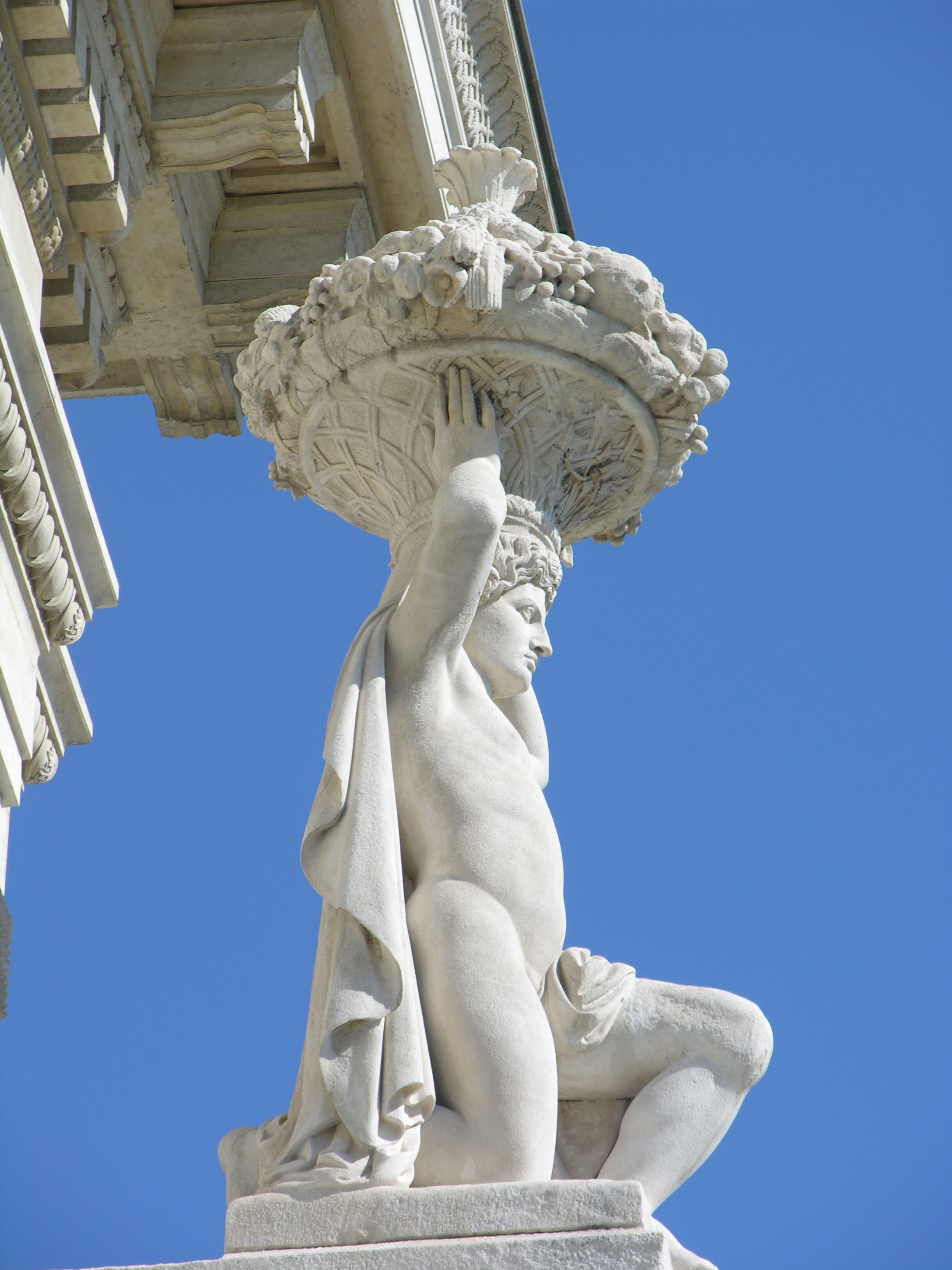
L'Abondance
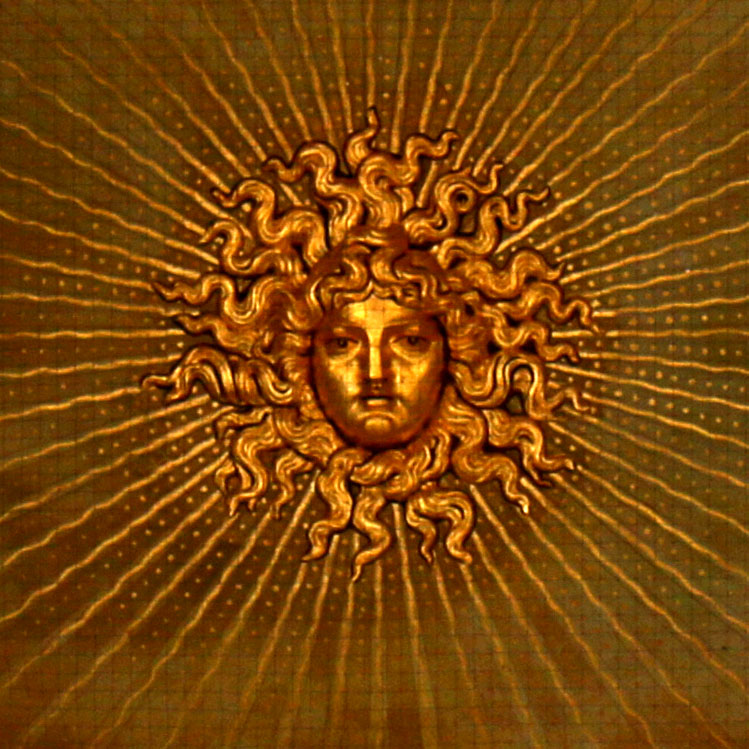
Le Soleil
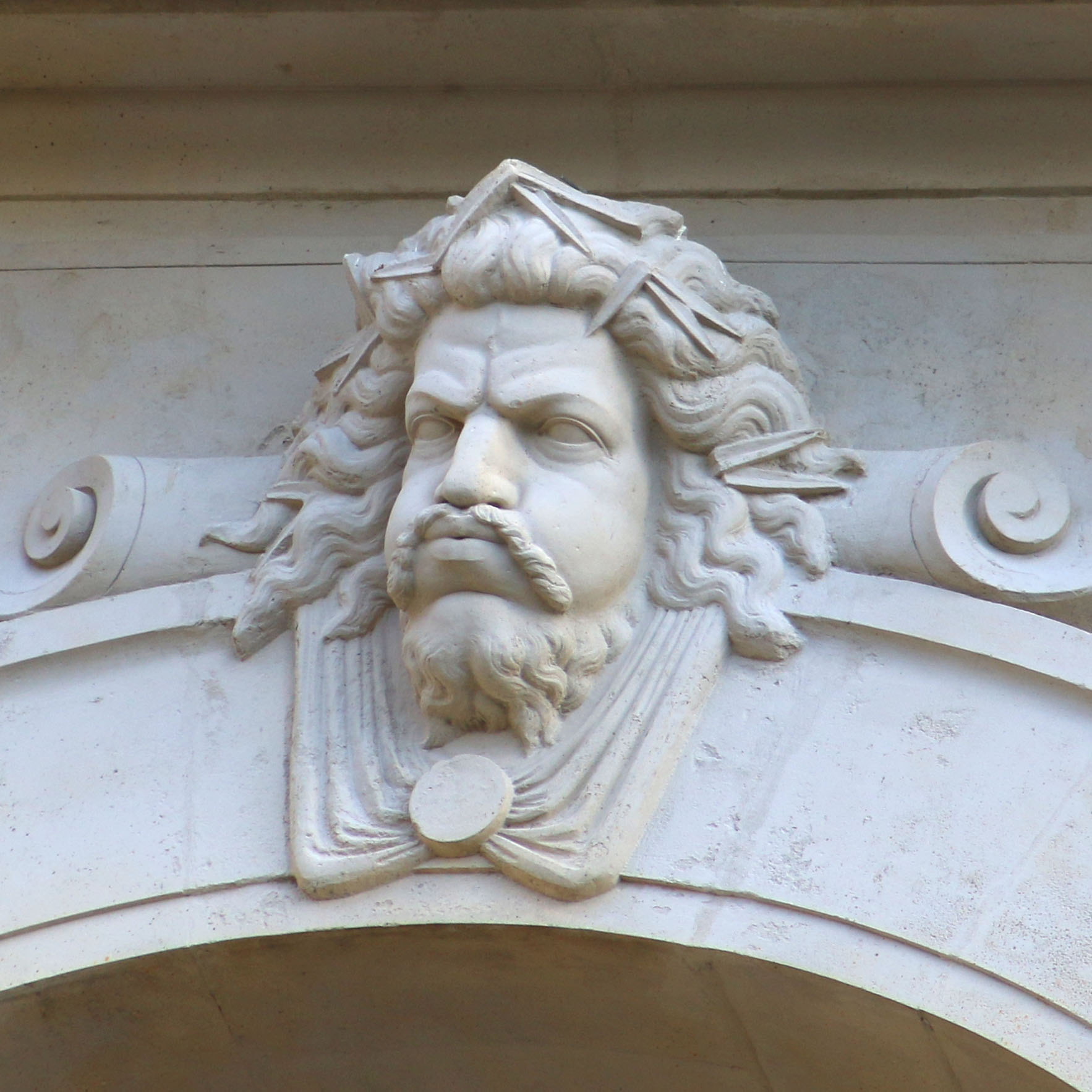
Mascarons des 4 vents
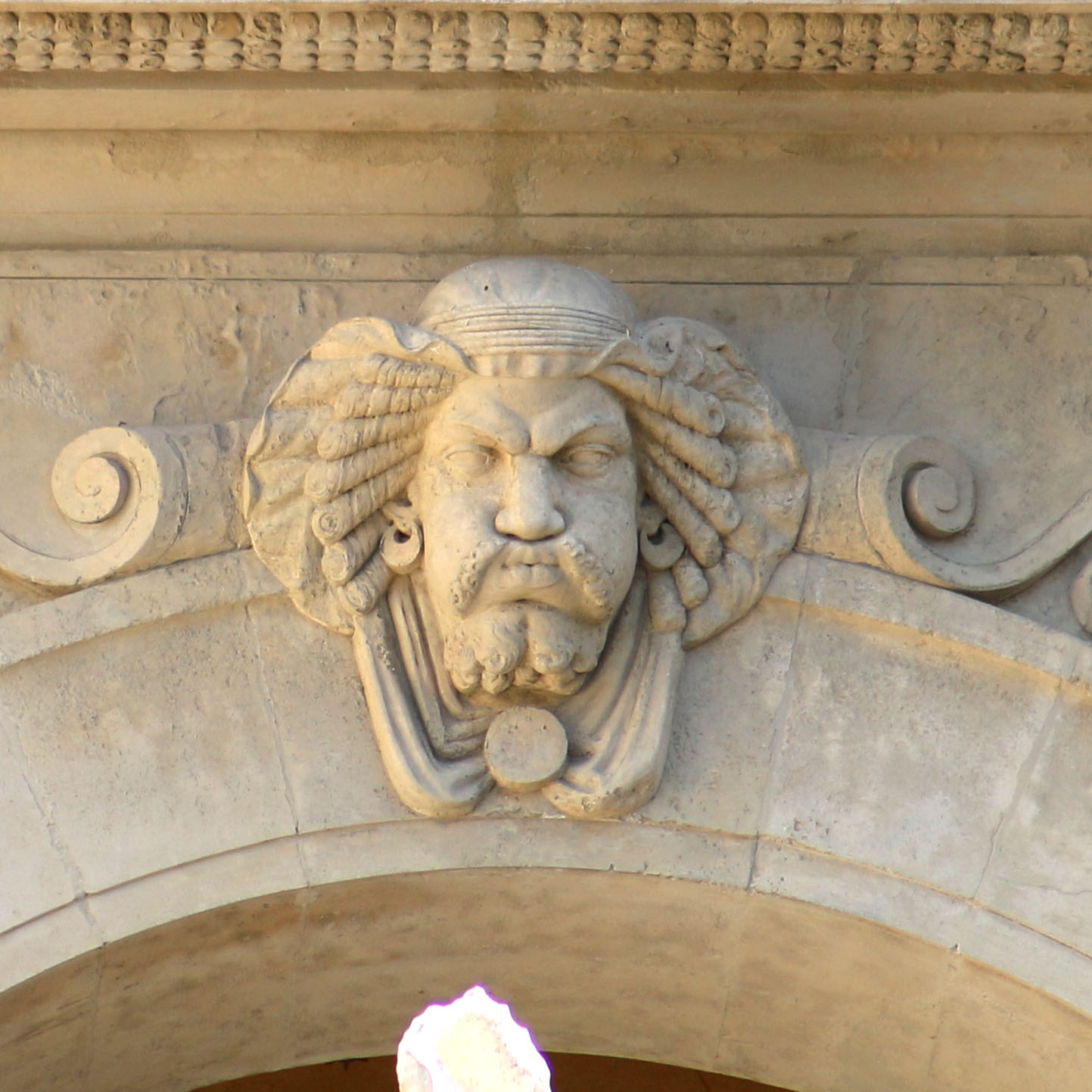
Sculptures de macarons de clé de voute....1
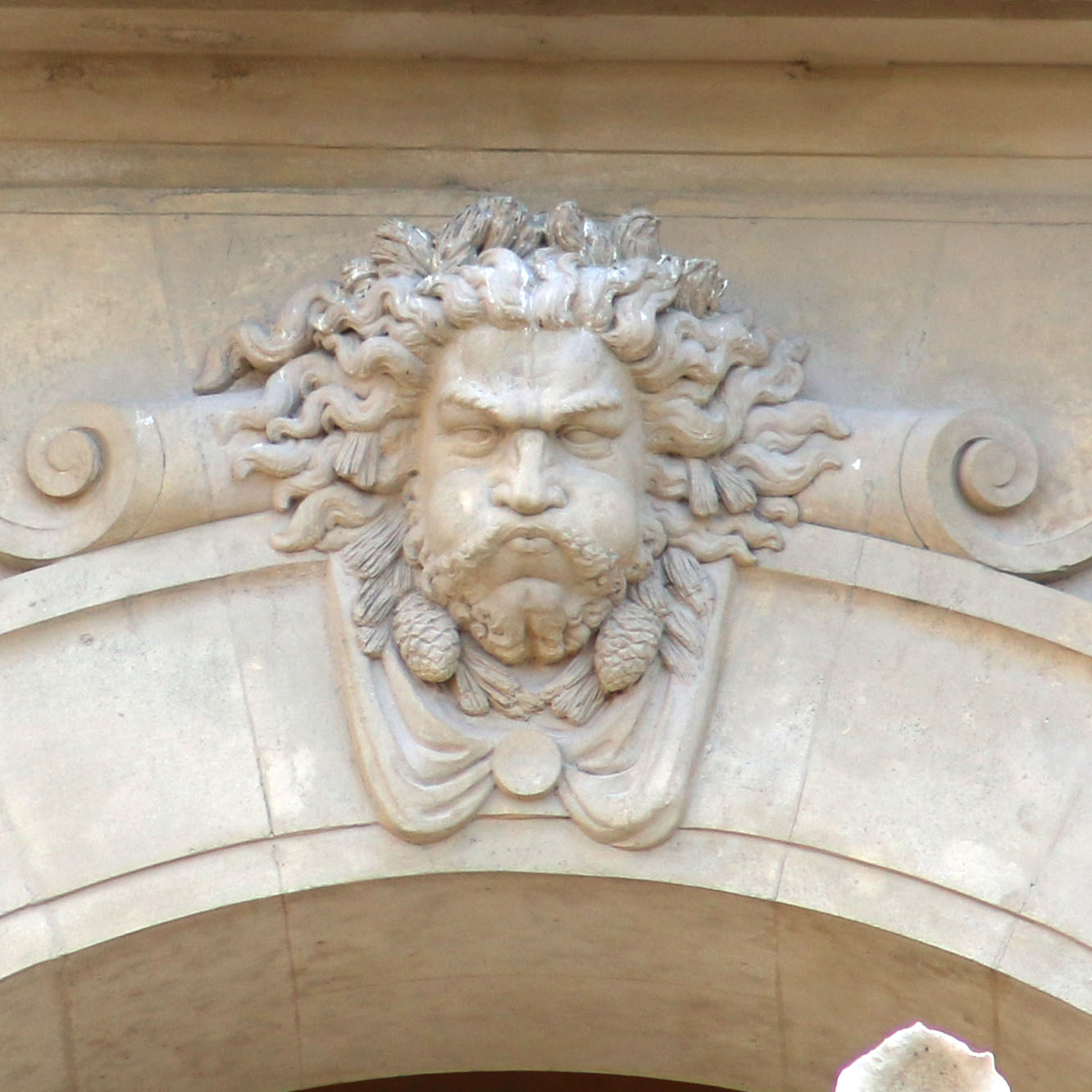
2
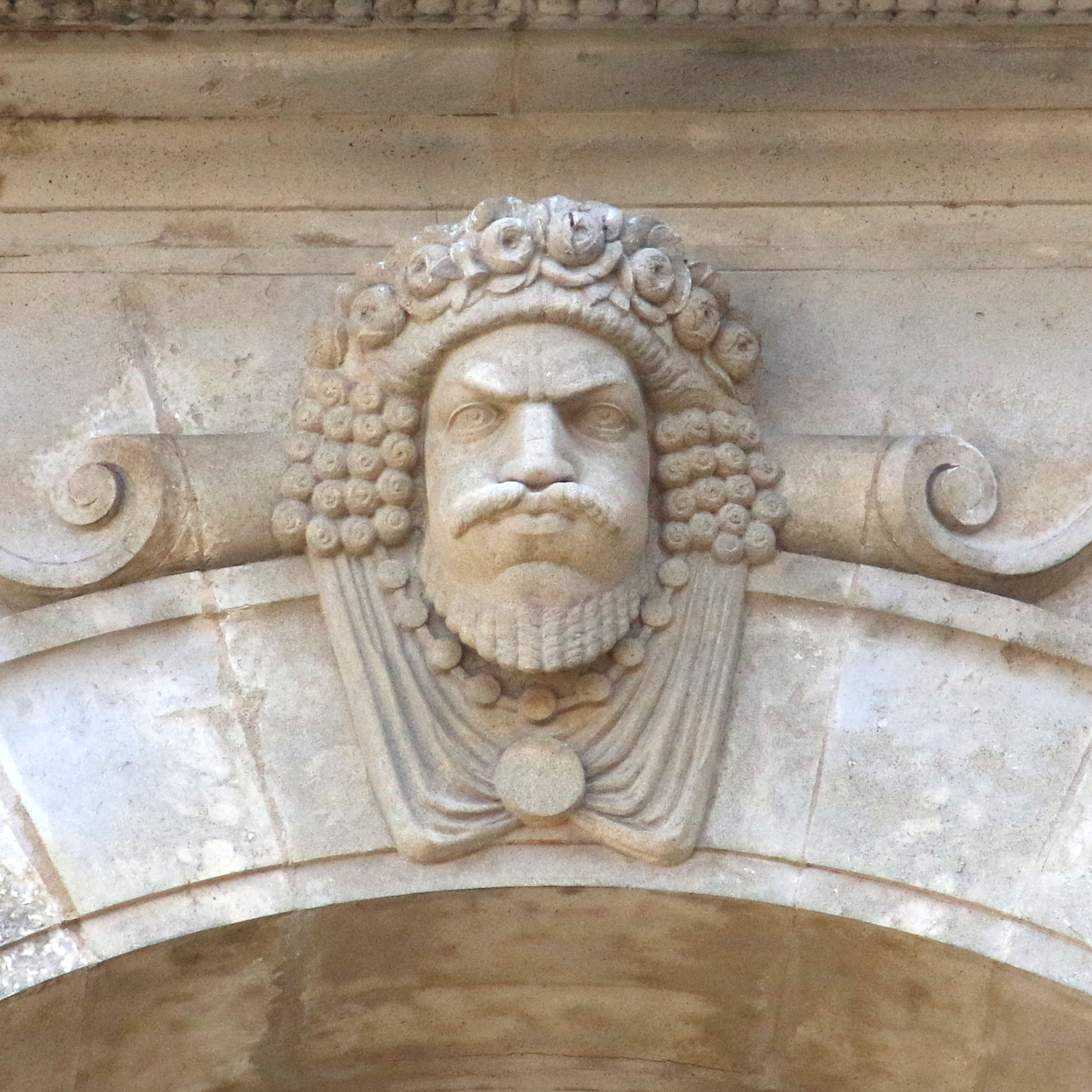
3
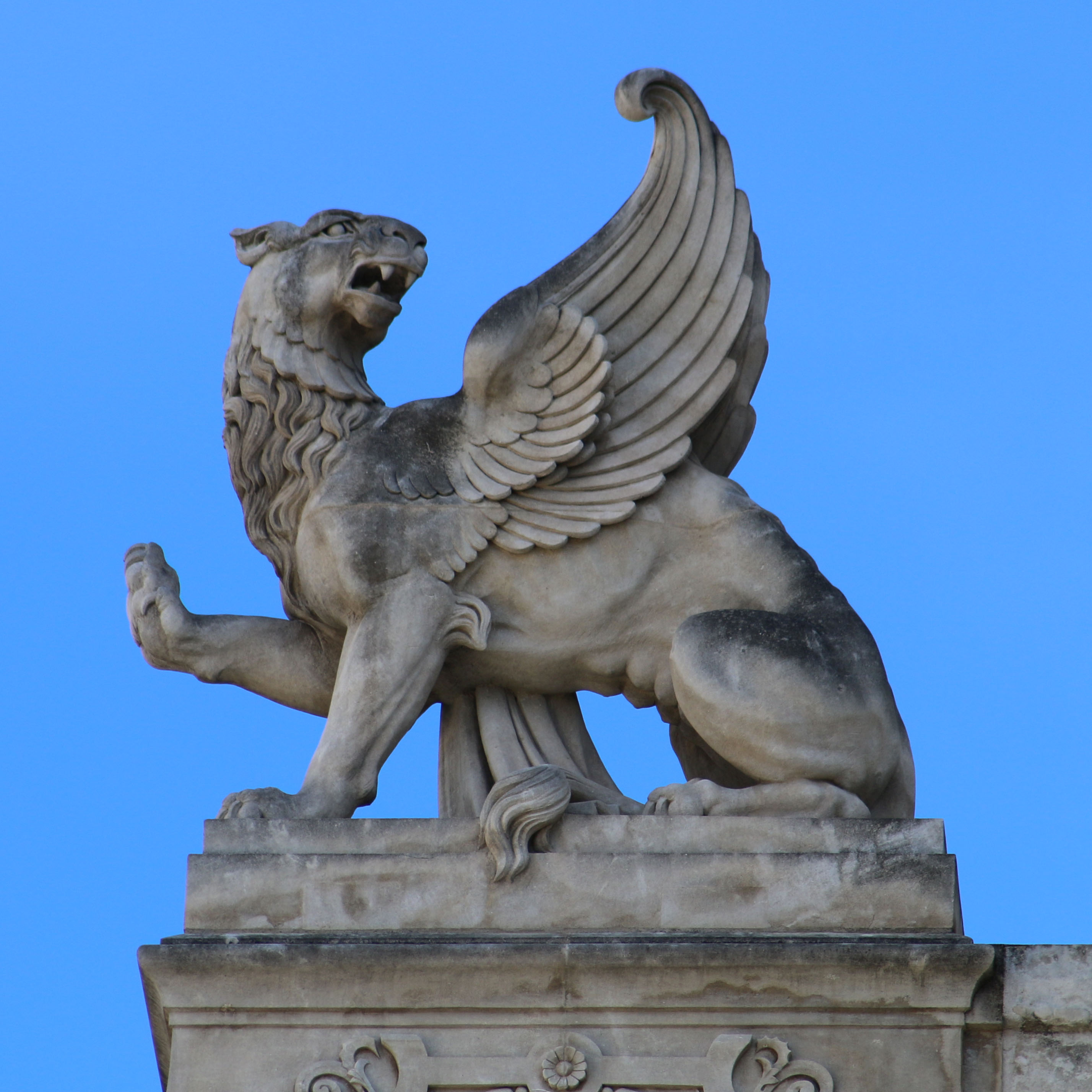
Griffon
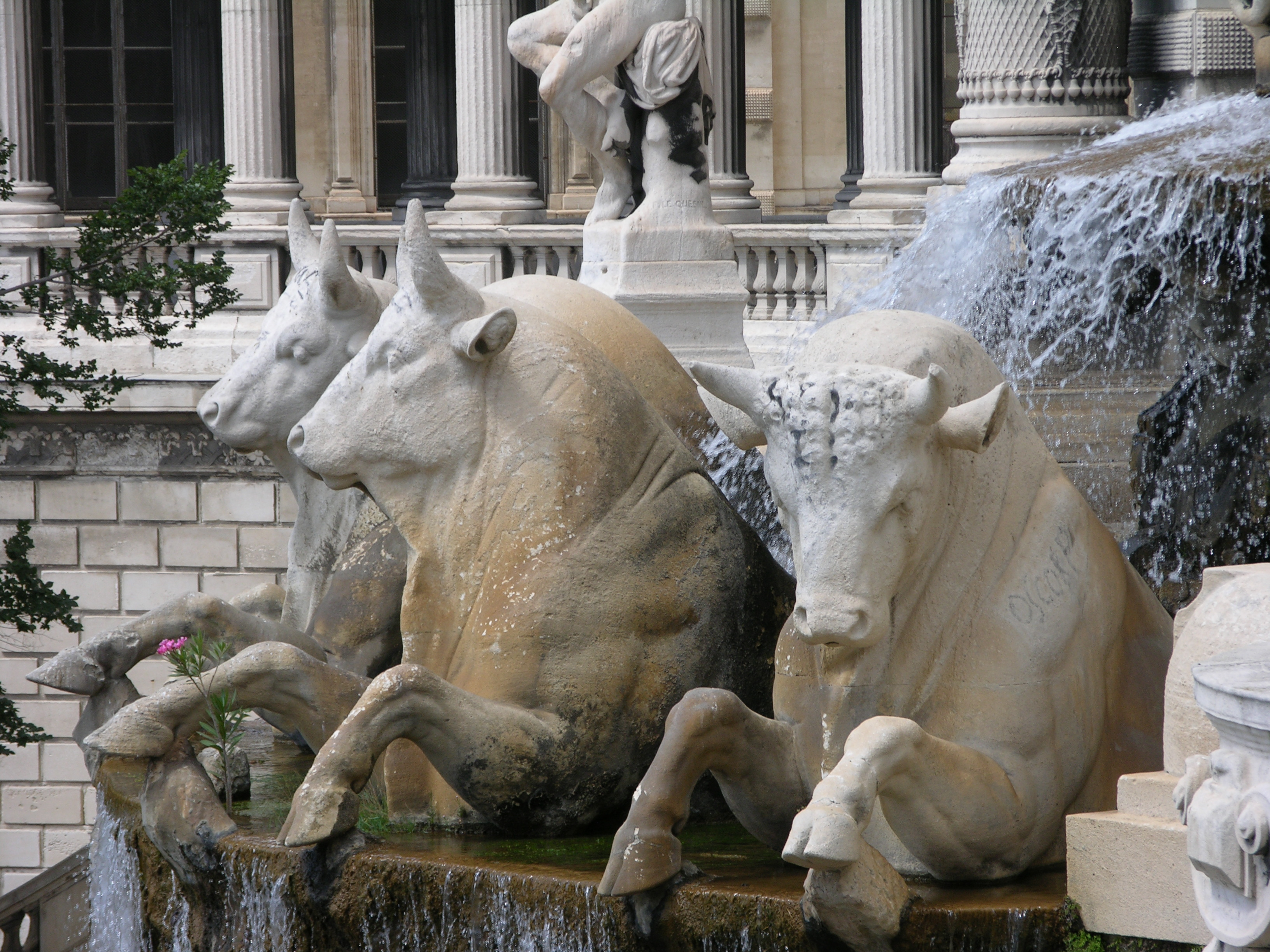
4 taureaux de Camargue

### La colonnade

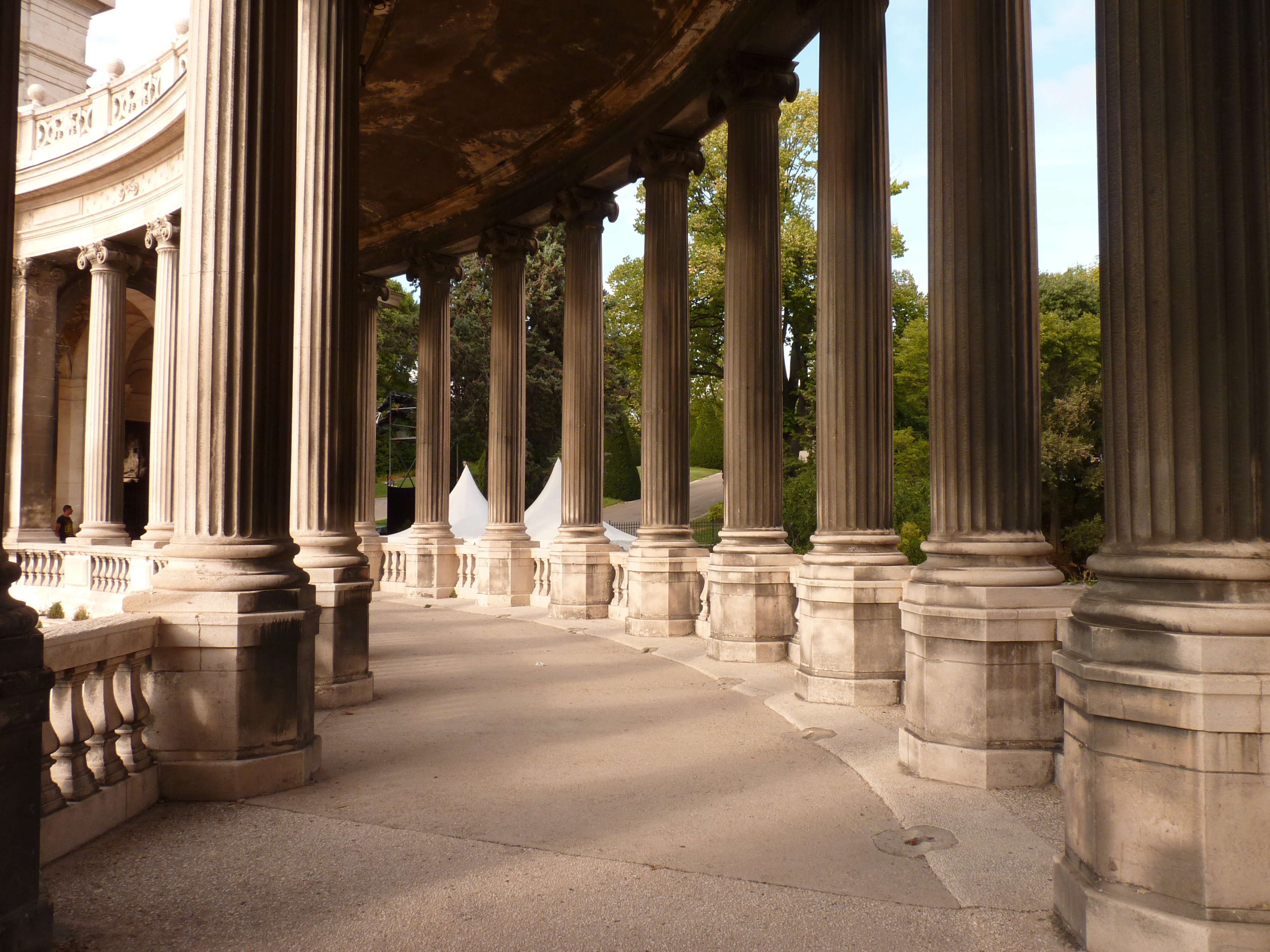
Une des colonnades desservant les deux ailes.

À partir des arcs latéraux, une colonnade semi-circulaire rejoint les deuxièmes niveaux du musée des Beaux-Arts au Nord et du Muséum d’histoire naturelle au Sud qui sont ainsi reliés sans solution de continuité en passant sous l'arc de triomphe. Chaque colonnade est constituée de huit colonnes sur la partie antérieure et onze sur la partie postérieure. Les colonnes sont placées de telle façon qu'elles ne se masquent pas l'une de l'autre. Au sommet de cette colonnade court une balustrade avec des boules d’amortissement placées à la verticale de chaque colonne. Sur la frise de cette colonnade sont gravés les douze signes du zodiaque, six de chaque côté, sculptés par Gilbert.

### Les musées

Accès du Musée d'Histoire Naturelle du Palais Longchamp

Le muséum d'histoire naturelle et le musée des Beaux-Arts sont deux monuments symétriques droit et gauche par rapport à l'axe général du Palais Longchamp, de même ordonnance mais avec des motifs de décoration propres à chacun d’eux.
Au centre de chacune des façades donnant sur la fontaine, un avant-corps permet de placer une entrée au niveau du premier palier du grand escalier et, au-dessus, une deuxième entrée accessible par la colonnade. 
De part et d’autre des portes d'entrée des musées, figurent quatre médaillons du sculpteur Philippe Poitevin représentant :
- pour le Muséum d'histoire naturelle : Georges Cuvier et Aristote d'Arcyre.
- pour le musée des Beaux-Arts : Nicolas Poussin et Pierre Puget.

Sur les frises des deux édifices sont gravés les noms de différents personnages ayant marqué l'histoire naturelle et les Beaux-Arts :
- pour le muséum : Blainville, Geoffroy Saint-Hilaire, Jussieu, Lamarck, Buffon, Linné, Artedi, Réaumur, de Geer, Swammerdam, Redi, Fabricius, Aldrovandi, Belon, Gesner, Rondelet et Pline.
- pour le musée des Beaux-Arts : Mansart, Coustou, Vien, David, Bramante, Léonard de Vinci, Michel-Ange, Titien, Raphaël, J. Goujon, J. Cousin, Philibert Delorme, Vélasquez, Rubens, Phidias, Ictinos, Scopas et Appelles.

Sur chacune des deux façades Ouest se trouve une frise sculptée par Jules Cavelier de douze mètres de long. La composition du bas relief est similaire avec un médaillon central ; il s'agit
- pour le musée des Beaux-Arts, de Minerve entourée de génies des arts
- pour le Musée d'histoire naturelle, de l'homme et de la femme recevant les produits de la création.

L'élaboration des plans des deux musées s'est fait avec la concertation des conservateurs. Ces derniers ont évalué la surface nécessaire et ont souhaité des bâtiments assez vastes pour prévoir l'accroissement des collections au cours du temps. Cependant, la surface s'est très rapidement révélée insuffisante tant pour le musée des Beaux Arts que pour le Muséum. Ce manque de surface est toujours un problème aujourd'hui et permet difficilement d'ordonner certaines présentations des vastes collections aux visiteurs. Les musées dans leur conception ont été pensés dès le début avec un réel souci muséographique. Le musée des Beaux Arts présente par exemple des éléments architecturaux et décoratifs relatifs aux grands courants artistiques français tant qu'au Muséum, il présente une décoration volontairement plus austère et sobre, plus proche de la rigueur scientifique qu'il représente.

## Projets et réalisations
En 2008, des promoteurs comptaient raser une partie du parc Longchamp pour y installer un parking souterrain. Des associations se sont mobilisées contre ce projet.
Dans le cadre de Marseille capitale européenne de la culture, en 2013, la mairie a installé dans tout le parc de faux animaux en couleurs, afin de faire « revivre » l'époque du jardin zoologique.

## Dans la littérature
En 2020, Rebecca Lighieri en fait un lieu d'errance dans son roman Il est des hommes qui se perdront toujours : « Les jardins du Palais Longchamp de nuit, c’est la cour des miracles, sauf qu’aucun miracle ne s’y produit vraiment : on s’y croise entre autres : laissés-pour-compte, SDF, toxicos, voyageurs sans bagages, et ados en plein trip ».